# Persone di nome George
| Questa pagina contiene informazioni ricavate automaticamente dalle voci biografiche con l'ausilio del template Bio e di un bot. L'aggiornamento è periodico e automatico e ricostruisce completamente la pagina. Se manca una persona in questa lista, sei pregato di non aggiungerla, ma accertati piuttosto che la sua voce biografica contenga il template Bio e che i dati anagrafici siano correttamente compilati. Se il template Bio manca, inseriscilo tu stesso o, in alternativa, metti l'avviso {{tmp\|Bio}} che ne segnala la mancanza. Se i dati riportati sono sbagliati, correggi direttamente la voce biografica; le modifiche saranno visibili in questa lista entro pochi giorni. Per chiarimenti vedi il progetto antroponimi. La lista contiene solo le 1.845 persone che sono citate nell'enciclopedia e per le quali è stato implementato correttamente il template Bio. Pagina aggiornata al 6 ago 2025. |

Questa è una lista di persone presenti nell'enciclopedia che hanno il nome George, suddivise per attività principale.

## Agenti segreti(1)
- George Tenet, agente segreto statunitense (New York, n. 1953)

## Agronomi(1)
- George Washington Carver, agronomo statunitense (Diamond, n. 1864 - Tuskegee, † 1943)

## Alchimisti(1)
- George Ripley, alchimista inglese (n. 1415 - † 1490)

## Allenatori di calcio(29)
- George Ainsley, allenatore di calcio e calciatore inglese (South Shields, n. 1915 - Leeds, † 1985)
- Alan Ashman, allenatore di calcio e calciatore inglese (Rotherham, n. 1928 - Walsall, † 2002)
- George Blake, allenatore di calcio e calciatore inglese (Portsmouth, n. 1862 - Palermo, † 1912)
- George Boateng, allenatore di calcio e ex calciatore olandese (Nkawkaw, n. 1975)
- George Burford, allenatore di calcio inglese (Kidderminster, n. 1875 - Brockton, † 1931)
- George Burley, allenatore di calcio e ex calciatore scozzese (Cumnock, n. 1956)
- George Cowie, allenatore di calcio e ex calciatore scozzese (Findochty, n. 1961)
- George Curtis, allenatore di calcio e calciatore inglese (West Thurrock, n. 1919 - Basildon, † 2004)
- George Elokobi, allenatore di calcio e ex calciatore camerunese (Mamfé, n. 1986)
- George Fernandez, allenatore di calcio, ex calciatore e ex giocatore di calcio a 5 statunitense (San Francisco, n. 1961)
- George Foster, allenatore di calcio e ex calciatore inglese (Plymouth, n. 1956)
- George Hardwick, allenatore di calcio e calciatore inglese (Saltburn-by-the-Sea, n. 1920 - † 2004)
- Georges Heylens, allenatore di calcio e ex calciatore belga (Etterbeek, n. 1941)
- George Kay, allenatore di calcio e calciatore britannico (Manchester, n. 1891 - Liverpool, † 1954)
- George Kirby, allenatore di calcio e calciatore inglese (Liverpool, n. 1933 - Elland, † 2000)
- George Knobel, allenatore di calcio olandese (Roosendaal, n. 1922 - Roosendaal, † 2012)
- George Latham, allenatore di calcio e calciatore gallese (Newtown, n. 1881 - Newtown, † 1939)
- George Meyer, allenatore di calcio statunitense (Chicago, n. 1923)
- George Milburn, allenatore di calcio e calciatore inglese (Ashington, n. 1910 - Chesterfield, † 1980)
- George Morrell, allenatore di calcio scozzese (Glasgow, n. 1872)
- George Mulhall, allenatore di calcio e calciatore scozzese (Falkirk, n. 1936 - Brighouse, † 2018)
- George Murray, allenatore di calcio e ex calciatore scozzese (Bellshill, n. 1942)
- George O'Neill, allenatore di calcio e ex calciatore scozzese (Port Glasgow, n. 1942)
- George Patterson, allenatore di calcio inglese (Liverpool, n. 1887 - Liverpool, † 1955)
- George Ramsay, allenatore di calcio e calciatore scozzese (Glasgow, n. 1855 - Llandrindod Wells, † 1935)
- George Ross, allenatore di calcio e calciatore scozzese (Inverness, n. 1943 - † 2016)
- Arthur Rowley, allenatore di calcio e calciatore inglese (Wolverhampton, n. 1926 - Shrewsbury, † 2002)
- George Swindin, allenatore di calcio e calciatore inglese (Campsall, n. 1914 - Kettering, † 2005)
- George Yonashiro, allenatore di calcio e ex calciatore brasiliano (San Paolo, n. 1950)

## Allenatori di football americano(4)
- George Allen, allenatore di football americano statunitense (Contea di Nelson, n. 1918 - Palos Verdes Estates, † 1990)
- George Halas, allenatore di football americano e giocatore di football americano statunitense (Chicago, n. 1895 - Chicago, † 1983)
- George Seifert, allenatore di football americano statunitense (San Francisco, n. 1940)
- George Young, allenatore di football americano e dirigente sportivo statunitense (Baltimora, n. 1930 - Baltimora, † 2001)

## Allenatori di hockey su ghiaccio(1)
- Mel Pearson, allenatore di hockey su ghiaccio e hockeista su ghiaccio canadese (Flin Flon, n. 1938 - Flin Flon, † 1999)

## Allenatori di pallacanestro(6)
- George Galanopoulos, allenatore di pallacanestro statunitense (Chicago, n. 1989)
- George Keogan, allenatore di pallacanestro statunitense (Detroit Lakes, n. 1890 - South Bend, † 1943)
- George Killian, allenatore di pallacanestro e dirigente sportivo statunitense (Valley Stream, n. 1924 - Glendale, † 2017)
- Dave Odom, allenatore di pallacanestro statunitense (Goldsboro, n. 1942)
- Tic Price, allenatore di pallacanestro statunitense (Danville, n. 1955)
- Skip Prosser, allenatore di pallacanestro statunitense (Pittsburgh, n. 1950 - Winston-Salem, † 2007)

## Allevatori(1)
- George Spahn, allevatore statunitense (Chestnut Hill, n. 1889 - Los Angeles, † 1974)

## Alpinisti(2)
- George Band, alpinista e geologo britannico (Taiwan, n. 1929 - Hampshire, † 2011)
- George Mallory, alpinista e docente britannico (Mobberley, n. 1886 - Everest, † 1924)

## Altisti(2)
- George Horine, altista statunitense (Escondido, n. 1890 - Modesto, † 1948)
- George Stanich, ex altista, ex cestista e ex giocatore di baseball statunitense (Sacramento, n. 1928)

## Ammiragli(20)
- George Anson, ammiraglio britannico (Colwich, n. 1697 - Bath, † 1762)
- George Ayscue, ammiraglio inglese (n. 1616 - † 1672)
- George Back, ammiraglio e esploratore britannico (Stockport, n. 1796 - Londra, † 1878)
- George Byng, I visconte Torrington, ammiraglio e diplomatico inglese (Wrotham, n. 1668 - Southill, † 1733)
- George Cockburn, ammiraglio britannico (Londra, n. 1772 - Leamington Spa, † 1853)
- George Delaval, ammiraglio, politico e diplomatico britannico (Newcastle-upon-Tyne - † 1723)
- George Dewey, ammiraglio statunitense (Montpelier, n. 1837 - Washington, † 1917)
- Frederick Edward-Collins, ammiraglio inglese (Bodmin, n. 1883 - Lostwithiel, † 1958)
- George Elphinstone, I visconte Keith, ammiraglio britannico (Stirling, n. 1746 - Kincardine, † 1823)
- George Legge, I barone Dartmouth, ammiraglio inglese (n. 1647 - Londra, † 1691)
- George Martin, ammiraglio britannico (n. 1764 - Londra, † 1847)
- George Wallace Melville, ammiraglio e ingegnere statunitense (New York, n. 1841 - Filadelfia, † 1912)
- George Monck, I duca di Albemarle, ammiraglio inglese (Great Potheridge House, n. 1608 - Londra, † 1670)
- George Montagu, ammiraglio britannico (n. 1750 - Wilcot, † 1829)
- George Edwin Patey, ammiraglio inglese (Plymouth, n. 1859 - † 1935)
- George Brydges Rodney, I barone Rodney, ammiraglio britannico (Walton-on-Thames, n. 1719 - Londra, † 1792)
- George Rooke, ammiraglio inglese (Canterbury, n. 1650 - Canterbury, † 1709)
- George Somers, ammiraglio britannico (Lyme Regis, n. 1554 - Bermuda, † 1610)
- George Stewart, VIII conte di Galloway, ammiraglio e politico scozzese (n. 1768 - † 1834)
- George Warrender, ammiraglio scozzese (Edimburgo, n. 1860 - Londra, † 1917)

## Animatori(1)
- George Dunning, animatore canadese (Toronto, n. 1920 - Londra, † 1979)

## Antropologi(2)
- George E. Marcus, antropologo statunitense (Brownsville, n. 1946)
- Georges Montandon, antropologo svizzero (Cortaillod, n. 1879 - Clamart, † 1944)

## Arabisti(2)
- George Sale, arabista inglese (Canterbury, n. 1697 - Londra, † 1736)
- George Saliba, arabista e islamista libanese (n. 1939)

## Aracnologi(1)
- George Peckham, aracnologo, entomologo e naturalista statunitense (Albany, n. 1845 - Milwaukee, † 1914)

## Arbitri di calcio(1)
- George Courtney, ex arbitro di calcio inglese (Spennymoor, n. 1941)

## Arbitri di pallacanestro(2)
- George Hepbron, arbitro di pallacanestro e dirigente sportivo statunitense (Still Pond, n. 1864 - Newark, † 1946)
- George Hoyt, arbitro di pallacanestro statunitense (Boston, n. 1883 - Dorchester, † 1962)

## Archeologi(1)
- George M. A. Hanfmann, archeologo statunitense (San Pietroburgo, n. 1911 - Watertown, † 1986)

## Architetti(16)
- George Ashlin, architetto irlandese (Little Island, n. 1837 - Killiney, † 1921)
- George Frederick Bodley, architetto britannico (Kingston upon Hull, n. 1827 - Water Eaton, Oxfordshire, † 1907)
- George Browne, architetto irlandese (Belfast, n. 1811 - Montréal, † 1885)
- George Bähr, architetto tedesco (Fürstenwalde, n. 1666 - Dresda, † 1738)
- George Dance, architetto inglese (n. 1741 - Londra, † 1825)
- George Dance il Vecchio, architetto e pittore inglese (Londra, n. 1695 - Londra, † 1768)
- George Grant Elmslie, architetto statunitense (Huntly, n. 1869 - Chicago, † 1952)
- George Goldie, architetto inglese (York, n. 1828 - Saint-Servan-sur-Mer, † 1887)
- George Hadfield, architetto inglese (Firenze, n. 1763 - Washington, † 1826)
- George Howe, architetto statunitense (Worcester, n. 1886 - † 1955)
- George Washington Maher, architetto statunitense (Douglas, n. 1864 - Mill Creek, † 1926)
- George Gilbert Scott, architetto britannico (Gawcott, n. 1811 - Londra, † 1878)
- George Edmund Street, architetto inglese (Woodford, n. 1824 - Londra, † 1881)
- George Ledwell Taylor, architetto inglese (Londra, n. 1788 - Broadstairs, Kent, † 1873)
- George Werner, architetto tedesco (Graßdorf, n. 1682 - Lipsia, † 1758)
- George Wittet, architetto scozzese (Blair Atholl, n. 1878 - Mumbai, † 1926)

## Arcieri(1)
- Phil Bryant, arciere statunitense (Melrose, n. 1878 - Marshfield, † 1938)

## Arcivescovi anglicani(2)
- George Abbot, arcivescovo anglicano inglese (Guildford, n. 1562 - Croydon, † 1633)
- George Carey, arcivescovo anglicano e teologo inglese (Londra, n. 1935)

## Arcivescovi cattolici(7)
- George Antonysamy, arcivescovo cattolico indiano (Tiruchirappalli, n. 1952)
- George Frendo, arcivescovo cattolico maltese (Curmi, n. 1946)
- George Joseph Lucas, arcivescovo cattolico statunitense (Saint Louis, n. 1949)
- George Hugh Niederauer, arcivescovo cattolico statunitense (Los Angeles, n. 1936 - San Rafael, † 2017)
- George Stack, arcivescovo cattolico irlandese (Cork, n. 1946)
- George Desmond Tambala, arcivescovo cattolico malawiano (Zomba, n. 1968)
- George Leo Thomas, arcivescovo cattolico statunitense (Anaconda, n. 1950)

## Artigiani(1)
- George Wright, artigiano inglese

## Artisti(6)
- George Brecht, artista, scrittore e compositore statunitense (Blomkest, n. 1926 - Colonia, † 2008)
- George Hughes, artista ghanese
- George Maciunas, artista e architetto lituano (Kaunas, n. 1931 - Boston, † 1978)
- George Marston, artista e esploratore britannico (Portsmouth, n. 1882 - Taunton, † 1940)
- George Rickey, artista statunitense (South Bend, n. 1907 - Saint Paul, † 2002)
- George Roux, artista e illustratore francese (Ganges, n. 1853 - Versailles, † 1929)

## Artisti marziali misti(1)
- George Sotiropoulos, artista marziale misto australiano (Geelong, n. 1977)

## Assiriologi(1)
- George Smith, assiriologo britannico (Londra, n. 1840 - Aleppo, † 1876)

## Astisti(1)
- George Jefferson, astista statunitense (Inglewood, n. 1910 - † 1996)

## Astrofisici(1)
- George Fitzgerald Smoot, astrofisico e cosmologo statunitense (Yukon, n. 1945)

## Astronauti(3)
- George Low, astronauta e ingegnere statunitense (Cleveland, n. 1956 - † 2008)
- George Nelson, ex astronauta statunitense (Charles City, n. 1950)
- George Zamka, astronauta statunitense (Jersey City, n. 1962)

## Astronomi(17)
- George Ogden Abell, astronomo statunitense (Los Angeles, n. 1927 - Encino, † 1983)
- George Biddell Airy, astronomo e matematico inglese (Alnwick, n. 1801 - Greenwich, † 1892)
- George Eric Deacon Alcock, astronomo inglese (Peterborough, n. 1912 - † 2000)
- George Van Biesbroeck, astronomo belga (Gand, n. 1880 - † 1974)
- George Bishop, astronomo britannico (Leicester, n. 1785 - Nizza, † 1861)
- George Phillips Bond, astronomo statunitense (n. 1825 - † 1865)
- George Cary Comstock, astronomo statunitense (Madison, n. 1855 - Madison, † 1934)
- George Coyne, astronomo e gesuita statunitense (Baltimora, n. 1933 - Syracuse, † 2020)
- George Darwin, astronomo e matematico britannico (Downe, n. 1845 - Cambridge, † 1912)
- George Ellery Hale, astronomo e ottico statunitense (Chicago, n. 1868 - † 1938)
- George Herbig, astronomo statunitense (Wheeling, n. 1920 - Honolulu, † 2013)
- George William Hill, astronomo e matematico statunitense (New York, n. 1838 - West Nyack, † 1914)
- George Henry Peters, astronomo statunitense (n. 1863 - Washington, † 1947)
- George Willis Ritchey, astronomo statunitense (Tuppers Plains, n. 1864 - Azusa, † 1945)
- George Sallit, astronomo britannico
- George Mary Searle, astronomo statunitense (Londra, n. 1839 - New York, † 1918)
- George R. Viscome, astronomo statunitense (n. 1956)

## Attivisti(2)
- George Jackson, attivista statunitense (Chicago, n. 1941 - Carcere di San Quintino, † 1971)
- George Nicholson, attivista e viaggiatore inglese (n. 1760 - † 1825)

## Attori teatrali(6)
- George Alexander, attore teatrale inglese (Reading, n. 1858 - Londra, † 1918)
- George Lee Andrews, attore teatrale e cantante statunitense (Milwaukee, n. 1942)
- George Frederick Cooke, attore teatrale inglese (Londra, n. 1756 - New York, † 1812)
- Dan Leno, attore teatrale inglese (Londra, n. 1860 - † 1904)
- Stephen Kemble, attore teatrale inglese (Kington, n. 1758 - † 1822)
- Emlyn Williams, attore teatrale e drammaturgo inglese (Mostyn, n. 1905 - Londra, † 1987)

## Attrici(1)
- George Anne Bellamy, attrice irlandese (n. 1731 - Edimburgo, † 1788)

## Autori di videogiochi(1)
- George Broussard, autore di videogiochi statunitense

## Avventurieri(1)
- George Bogle, avventuriero e diplomatico scozzese (n. 1746 - † 1781)

## Avvocati(11)
- George Caines, avvocato statunitense (n. 1771 - † 1825)
- George Cavendish-Bentinck, avvocato e politico inglese (Londra, n. 1821 - † 1891)
- George Childress, avvocato e politico statunitense (Nashville, n. 1804 - † 1841)
- George Hadley, avvocato e fisico inglese (Londra, n. 1685 - Fitton, † 1768)
- George Alexander Hoskins, avvocato e scrittore britannico (Higham, n. 1802 - Roma, † 1863)
- George Somes Layard, avvocato, giornalista e letterato inglese (Clifton, n. 1857 - † 1925)
- George Henry Lewis, avvocato inglese (Holborn, n. 1833 - Londra, † 1911)
- Gordon Liddy, avvocato statunitense (Brooklyn, n. 1930 - Mount Vernon, † 2021)
- George Naylor, avvocato e politico inglese (n. 1670 - † 1730)
- George W. Norris, avvocato e politico statunitense (York Township, n. 1861 - McCook, † 1944)
- George Ponsonby, avvocato e politico britannico (n. 1755 - † 1817)

## Baritoni(2)
- George Baker, baritono e attore inglese (Birkenhead, n. 1885 - Londra, † 1976)
- George Cehanovsky, baritono statunitense (San Pietroburgo, n. 1892 - Yorktown Heights, † 1986)

## Bassi(1)
- George Andguladze, basso georgiano (Tbilisi, n. 1984)

## Bassi-baritoni(1)
- George London, basso-baritono canadese (Montréal, n. 1920 - New York, † 1985)

## Bassisti(1)
- George Murray, bassista statunitense

## Batteristi(5)
- Peter Criss, batterista statunitense (Brooklyn, n. 1945)
- George Hurley, batterista statunitense (Brockton, n. 1958)
- George Jinda, batterista, percussionista e compositore ungherese (Budapest, n. 1941 - New York, † 2001)
- George Kollias, batterista greco (Corinto, n. 1977)
- Buddy Miles, batterista, cantante e compositore statunitense (Omaha, n. 1947 - Austin, † 2008)

## Bibliotecari(1)
- George Francis Hill, bibliotecario e numismatico britannico (Berhampur, n. 1867 - Londra, † 1948)

## Biblisti(1)
- George Ernest Wright, biblista, archeologo e pastore protestante statunitense (Ohio, n. 1909 - Harvard, † 1974)

## Biochimici(1)
- George Pieczenik Smith, biochimico statunitense (Norwalk, n. 1941)

## Biografi(1)
- Michael Kennedy, biografo, giornalista e musicologo inglese (Manchester, n. 1926 - † 2014)

## Biologi(9)
- George James Allman, biologo irlandese (Cork, n. 1812 - Parkstone, † 1898)
- George Wells Beadle, biologo statunitense (Wahoo, n. 1903 - Chicago, † 1989)
- George Klein, biologo ungherese (Carpazi, n. 1925 - Stoccolma, † 2016)
- Georges Köhler, biologo tedesco (Monaco di Baviera, n. 1946 - Friburgo in Brisgovia, † 1995)
- George Nuttall, biologo britannico (San Francisco, n. 1862 - Londra, † 1937)
- George Emil Palade, biologo e medico romeno (Iași, n. 1912 - Del Mar, † 2008)
- George Snell, biologo statunitense (Bradford, n. 1903 - † 1996)
- George Wald, biologo, fisiologo e biochimico statunitense (New York, n. 1906 - Cambridge, † 1997)
- George Christopher Williams, biologo statunitense (n. 1926 - † 2010)

## Botanici(16)
- George Arnott Walker Arnott, botanico scozzese (Edimburgo, n. 1799 - Glasgow, † 1868)
- George Francis Atkinson, botanico, micologo e aracnologo statunitense (Raisinville, n. 1854 - Tacoma, † 1918)
- George Bentham, botanico inglese (Plymouth, n. 1800 - Londra, † 1884)
- George Don, botanico scozzese (Forfar, n. 1798 - Kensington, † 1856)
- George Claridge Druce, botanico inglese (n. 1850 - † 1932)
- George Engelmann, botanico tedesco (Francoforte sul Meno, n. 1809 - Saint Louis, † 1884)
- George Forrest, botanico scozzese (Falkirk, n. 1873 - Tengchong, † 1932)
- George Karsten, botanico tedesco (Rostock, n. 1863 - Halle, † 1937)
- George London, botanico e architetto del paesaggio inglese († 1714)
- George Robert Milne Murray, botanico scozzese (Arbroath, n. 1858 - Arbroath, † 1911)
- George François Reuter, botanico francese (Parigi, n. 1805 - Ginevra, † 1872)
- George Shaw, botanico e zoologo inglese (Bierton, n. 1751 - Londra, † 1813)
- George Bishop Sudworth, botanico statunitense (Kingston, n. 1864 - Washington, † 1927)
- George Taylor, botanico scozzese (Edimburgo, n. 1904 - Dunbar, † 1993)
- George Henry Kendrick Thwaites, botanico inglese (Bristol, n. 1812 - Kandy, † 1882)
- George Harvey Vachell, botanico britannico (Littleport, n. 1799 - † 1839)

## Canoisti(1)
- George Snook, canoista neozelandese (n. 2003)

## Canottieri(7)
- George Bridgewater, canottiere neozelandese (Wellington, n. 1983)
- George Dietz, canottiere statunitense (St. Louis, n. 1880 - New York, † 1965)
- George Fairbairn, canottiere britannico (Melbourne, n. 1888 - Bailleul, † 1915)
- George Hungerford, ex canottiere canadese (Vancouver, n. 1944)
- George Nash, canottiere britannico (Guildford, n. 1989)
- George Reiffenstein, canottiere canadese (Carleton County, n. 1883 - Whitby, † 1932)
- George Strange, canottiere canadese (Portage la Prairie, n. 1880 - Toronto, † 1961)

## Cantanti(16)
- George Clinton, cantante e produttore discografico statunitense (Kannapolis, n. 1941)
- Mark Collie, cantante, chitarrista e attore statunitense (Waynesboro, n. 1956)
- Bob Crosby, cantante e attore statunitense (Spokane, n. 1913 - La Jolla, † 1993)
- George Dalaras, cantante e musicista greco (Pireo, n. 1947)
- George Fisher, cantante statunitense (Baltimora, n. 1970)
- George W. Johnson, cantante statunitense (Virginia, n. 1846 - New York, † 1914)
- George Kooymans, cantante e chitarrista olandese (L'Aia, n. 1948 - Rijkevorsel, † 2025)
- Andy McCluskey, cantante, bassista e compositore britannico (Heswall, n. 1959)
- George McCrae, cantante statunitense (West Palm Beach, n. 1944)
- George O'Connor, cantante e avvocato statunitense (Washington, n. 1874 - Washington, † 1946)
- Ricky Shayne, cantante e attore francese (Il Cairo, n. 1944 - Berlino, † 2024)
- George Beverly Shea, cantante e compositore statunitense (Winchester, n. 1909 - Montreat, † 2013)
- George Strait, cantante, cantautore e attore statunitense (Poteet, n. 1952)
- George Thorogood, cantante e chitarrista statunitense (Wilmington, n. 1950)
- George Walker, cantante, compositore e arrangiatore statunitense (Washington, n. 1922 - Montclair, † 2018)
- George Benson, cantante, chitarrista e compositore statunitense (Pittsburgh, n. 1943)

## Cantautori(9)
- George Ezra, cantautore e chitarrista britannico (Hertford, n. 1993)
- George Harrison, cantautore, polistrumentista e compositore britannico (Liverpool, n. 1943 - Los Angeles, † 2001)
- George Jones, cantautore e musicista statunitense (Saratoga, n. 1931 - Nashville, † 2013)
- Twin Shadow, cantautore e musicista statunitense (Repubblica Dominicana, n. 1983)
- Joji, cantautore, produttore discografico e youtuber giapponese (Osaka, n. 1992)
- Van Morrison, cantautore, polistrumentista e paroliere nordirlandese (Belfast, n. 1945)
- Boy George, cantautore e disc jockey inglese (Londra, n. 1961)
- Roger Waters, cantautore, polistrumentista e compositore britannico (Great Bookham, n. 1943)
- George David Weiss, cantautore e compositore statunitense (New York, n. 1921 - Oldwick, † 2010)

## Cardinali(6)
- George Alencherry, cardinale e arcivescovo cattolico indiano (Thuruthy, n. 1945)
- George Bernard Flahiff, cardinale e arcivescovo cattolico canadese (Paris, n. 1905 - Toronto, † 1989)
- Basil Hume, cardinale e arcivescovo cattolico britannico (Newcastle upon Tyne, n. 1923 - Londra, † 1999)
- George Jacob Koovakad, cardinale e arcivescovo cattolico indiano (Chethipuzha, n. 1973)
- George William Mundelein, cardinale e arcivescovo cattolico statunitense (New York, n. 1872 - Mundelein, † 1939)
- George Pell, cardinale e arcivescovo cattolico australiano (Ballarat, n. 1941 - Roma, † 2023)

## Chimici(10)
- George Büchi, chimico svizzero (Baden, n. 1921 - Svizzera, † 1998)
- George Finch, chimico e alpinista australiano (Città di Orange, n. 1888 - Londra, † 1970)
- George S. Hammond, chimico statunitense (Auburn, n. 1921 - Portland, † 2005)
- George Charles de Hevesy, chimico ungherese (Budapest, n. 1885 - Friburgo in Brisgovia, † 1966)
- George Downing Living, chimico inglese (Nayland, n. 1827 - † 1924)
- George Murphy, chimico statunitense (Wilmington, n. 1903 - New York, † 1968)
- George Andrew Olah, chimico ungherese (Budapest, n. 1927 - Los Angeles, † 2017)
- George C. Pimentel, chimico statunitense (Fresno, n. 1922 - Kensington, † 1989)
- George Porter, chimico britannico (Stainforth, n. 1920 - † 2002)
- George M. Whitesides, chimico statunitense (Louisville, n. 1939)

## Chirurghi(4)
- George Bass, chirurgo, navigatore e esploratore britannico (Sleaford, n. 1771 - † 1803)
- George Washington Crile, chirurgo statunitense (Chili, n. 1864 - Cleveland, † 1943)
- George G. Eitel, chirurgo statunitense (Chaska, n. 1858 - Minneapolis, † 1928)
- George Levick, chirurgo e esploratore britannico (Nottingham, n. 1877 - † 1956)

## Chitarristi(3)
- George Bellas, chitarrista statunitense (Chicago, n. 1965)
- Buddy Guy, chitarrista e cantautore statunitense (Lettsworth, n. 1936)
- George Lynch, chitarrista statunitense (Spokane, n. 1954)

## Ciclisti su strada(2)
- George Bennett, ciclista su strada neozelandese (Nelson, n. 1990)
- George Mount, ex ciclista su strada statunitense (Princeton, n. 1955)

## Circensi(1)
- George Foottit, circense britannico (Manchester, n. 1864 - Parigi, † 1921)

## Collezionisti d'arte(2)
- George Blumenthal, collezionista d'arte statunitense (Francoforte sul Meno, n. 1865 - New York, † 1941)
- George Washington Vanderbilt II, collezionista d'arte statunitense (New York, n. 1862 - Washington, † 1914)

## Comici(2)
- George Burns, comico e attore statunitense (New York, n. 1896 - Los Angeles, † 1996)
- George Carlin, comico, attore e sceneggiatore statunitense (New York, n. 1937 - Santa Monica, † 2008)

## Compositori(21)
- George Antheil, compositore, pianista e scrittore statunitense (Trenton, n. 1900 - New York, † 1959)
- George Benjamin, compositore inglese (Londra, n. 1960)
- George Botsford, compositore statunitense (Sioux Falls, n. 1874 - New York, † 1949)
- George Bruns, compositore statunitense (Sandy, n. 1914 - Portland, † 1983)
- George Whitefield Chadwick, compositore statunitense (Lowell, n. 1854 - † 1931)
- George S. Clinton, compositore e musicista statunitense (Chattanooga, n. 1947)
- George Crumb, compositore e pianista statunitense (Charleston, n. 1929 - Media, † 2022)
- Buddy DeSylva, compositore, paroliere e produttore discografico statunitense (New York, n. 1895 - Los Angeles, † 1950)
- George Duning, compositore statunitense (Richmond, n. 1908 - San Diego, † 2000)
- George Enescu, compositore, violinista e pianista rumeno (Liveni, n. 1881 - Parigi, † 1955)
- George Fenton, compositore britannico (Londra, n. 1950)
- George Gershwin, compositore, pianista e direttore d'orchestra statunitense (Brooklyn, n. 1898 - Los Angeles, † 1937)
- George Kirbye, compositore inglese († 1634)
- George Kleinsinger, compositore statunitense (San Bernardino, n. 1914 - New York City, † 1982)
- George Alexander Macfarren, compositore e insegnante inglese (Londra, n. 1813 - Londra, † 1887)
- George Perle, compositore statunitense (Bayonne, n. 1915 - New York, † 2009)
- George Frederick Pinto, compositore, pianista e violinista britannico (Lambeth, n. 1785 - Chelsea, † 1806)
- George Rochberg, compositore statunitense (Paterson, n. 1918 - Bryn Mawr, † 2005)
- George Stephănescu, compositore, direttore d'orchestra e docente rumeno (Bucarest, n. 1843 - Bucarest, † 1925)
- George Stoll, compositore statunitense (Minneapolis, n. 1905 - Monterey, † 1985)
- George S. Talbot, compositore inglese (n. 1875 - † 1918)

## Compositori di scacchi(2)
- George Edward Carpenter, compositore di scacchi statunitense (Tarrytown, n. 1844 - † 1924)
- George Hume, compositore di scacchi britannico (Leith, n. 1862 - Edimburgo, † 1936)

## Conduttori televisivi(1)
- Alex Trebek, conduttore televisivo canadese (Greater Sudbury, n. 1940 - Los Angeles, † 2020)

## Contrabbassisti(3)
- Red Callender, contrabbassista e suonatore di tuba statunitense (Haynesville, n. 1916 - Saugus, † 1992)
- George Morrow, contrabbassista statunitense (Pasadena, n. 1925 - Orlando, † 1992)
- George Mraz, contrabbassista e sassofonista ceco (Písek, n. 1944 - † 2021)

## Coreografi(1)
- George Faison, coreografo statunitense (Washington, n. 1945)

## Corsari(1)
- George Shelvocke, corsaro inglese (Deptford, n. 1675 - † 1742)

## Crickettisti(1)
- George Buckley, crickettista britannico (Londra, n. 1875 - Shanklin, † 1955)

## Criminali(3)
- George Atzerodt, criminale statunitense (Dörna, n. 1835 - Washington, † 1865)
- George Jung, criminale statunitense (Weymouth, n. 1942 - Weymouth, † 2021)
- George R. Kelly, criminale statunitense (Memphis, n. 1895 - Leavenworth, † 1954)

## Critici letterari(3)
- George Pierce Baker, critico letterario, docente e educatore statunitense (Providence, n. 1866 - New York, † 1935)
- George Călinescu, critico letterario, storico e scrittore romeno (Bucarest, n. 1899 - Otopeni, † 1965)
- George Steevens, critico letterario inglese (Londra, n. 1736 - Hampstead, † 1800)

## Critici teatrali(1)
- George Jean Nathan, critico teatrale statunitense (Fort Wayne, n. 1882 - New York, † 1958)

## Cuochi(1)
- George Crum, cuoco statunitense (Contea di Saratoga, n. 1824 - Malta, † 1914)

## Danzatori(5)
- George Chakiris, ballerino e attore statunitense (Norwood, n. 1934)
- George Maguire, ballerino e attore britannico (Stanford-le-Hope, n. 1990)
- George Sampson, ballerino inglese (Warrington, n. 1993)
- George Skibine, ballerino e direttore artistico sovietico (Charkiv, n. 1920 - Dallas, † 1981)
- George Zoritch, ballerino russo (Mosca, n. 1917 - Tucson, † 2009)

## Dermatologi(1)
- George Henry Fox, dermatologo statunitense (Ballston Spa, n. 1846 - New York, † 1937)

## Designer(1)
- George Nelson, designer, grafico e architetto statunitense (Hartford, n. 1908 - † 1986)

## Diplomatici(12)
- George Wildman Ball, diplomatico e banchiere statunitense (Des Moines, n. 1909 - New York, † 1994)
- George Barlow, I baronetto, diplomatico e politico britannico (n. 1763 - Farnham, † 1846)
- George Blake, diplomatico e agente segreto britannico (Rotterdam, n. 1922 - Mosca, † 2020)
- Nevile Bland, diplomatico inglese (n. 1886 - † 1972)
- George Buchanan, diplomatico britannico (Copenaghen, n. 1854 - † 1924)
- George Dennis, diplomatico, esploratore e etruscologo britannico (Ash Grove, n. 1814 - South Kensington, † 1898)
- George Hammond, diplomatico britannico (n. 1763 - † 1853)
- George Frost Kennan, diplomatico, storico e ambasciatore statunitense (Milwaukee, n. 1904 - Princeton, † 2005)
- George Leveson-Gower, III conte Granville, diplomatico inglese (n. 1872 - † 1939)
- George Frederick Reinhardt, diplomatico statunitense (Berkeley, n. 1911 - Wohlen, † 1971)
- George Soulié de Morant, diplomatico, scrittore e sinologo francese (Parigi, n. 1878 - Parigi, † 1955)
- George Wadsworth, diplomatico statunitense (Buffalo, n. 1893 - † 1958)

## Direttori artistici(1)
- George Edwardes, direttore artistico e produttore teatrale britannico (Grimsby, n. 1855 - Londra, † 1915)

## Direttori d'orchestra(2)
- George Henschel, direttore d'orchestra, compositore e baritono britannico (Breslavia, n. 1850 - Aviemore, † 1934)
- George Szell, direttore d'orchestra e compositore ungherese (Budapest, n. 1897 - Cleveland, † 1970)

## Direttori della fotografia(4)
- George Barnes, direttore della fotografia statunitense (Pasadena, n. 1892 - Los Angeles, † 1953)
- George Folsey, direttore della fotografia statunitense (New York, n. 1898 - Santa Monica, † 1988)
- George K. Hollister, direttore della fotografia statunitense (New York, n. 1873 - Los Angeles, † 1952)
- George Webber, direttore della fotografia canadese (Kingston, n. 1876 - New York, † 1967)

## Dirigenti d'azienda(1)
- George Newbold Lawrence, dirigente d'azienda e ornitologo statunitense (n. 1806 - † 1895)

## Dirigenti sportivi(3)
- George Davidson, dirigente sportivo, imprenditore e ciclista su strada britannico (Letham, n. 1865 - Rapallo, † 1956)
- George Hincapie, dirigente sportivo e ex ciclista su strada statunitense (Queens, n. 1973)
- George Preston Marshall, dirigente sportivo statunitense (Grafton, n. 1896 - † 1969)

## Disc jockey(2)
- Lord Tim Hudson, disc jockey inglese (Prestbury, n. 1940 - † 2019)
- George le Nagelaux, disc jockey, produttore discografico e compositore austriaco

## Disegnatori(1)
- George Worsley Adamson, disegnatore, illustratore e incisore statunitense (The Bronx, n. 1913 - Exeter, † 2005)

## Doppiatori(2)
- George Johnson, doppiatore statunitense (Woodland Hills, n. 1898 - Manhattan, † 1961)
- George Lowe, doppiatore e comico statunitense (Dunedin, n. 1957 - Lakeland, † 2025)

## Drammaturghi(14)
- George Abbott, commediografo, sceneggiatore e regista statunitense (Forestville, n. 1887 - Miami Beach, † 1995)
- George Henry Boker, drammaturgo e poeta statunitense (Filadelfia, n. 1823 - Filadelfia, † 1890)
- George Broadhurst, commediografo e sceneggiatore inglese (Walsall, n. 1866 - Santa Barbara, † 1952)
- George Bronson Howard, commediografo, regista e giornalista statunitense (Relay, n. 1884 - Los Angeles, † 1922)
- George Chapman, drammaturgo, traduttore e poeta inglese (Hitchin, n. 1559 - Londra, † 1634)
- George Colman il Giovane, drammaturgo e scrittore inglese (Londra, n. 1762 - Brompton, † 1836)
- George Colman il Vecchio, drammaturgo e saggista inglese (Firenze, n. 1732 - Londra, † 1794)
- George Etherege, drammaturgo, poeta e diplomatico inglese (Maidenhead - Parigi, † 1692)
- George Farquhar, drammaturgo irlandese (Derry, n. 1678 - Londra, † 1707)
- George S. Kaufman, commediografo, regista teatrale e produttore teatrale statunitense (Pittsburgh, n. 1889 - New York, † 1961)
- George Kelly, commediografo, sceneggiatore e regista teatrale statunitense (Filadelfia, n. 1887 - Bryn Mawr, † 1974)
- Laurier Lister, commediografo, attore e regista teatrale britannico (Croydon, n. 1907 - † 1986)
- George Peele, drammaturgo inglese (Londra, n. 1556 - Londra, † 1596)
- George Whetstone, drammaturgo inglese (Londra, n. 1544 - † 1587)

## Ebanisti(1)
- George Hepplewhite, ebanista britannico (Ryton, n. 1727 - Londra, † 1786)

## Ebraisti(1)
- George Howard, ebraista statunitense (Holdenville, n. 1935 - Athens, † 2018)

## Economisti(7)
- George Akerlof, economista statunitense (New Haven, n. 1940)
- George Douglas Howard Cole, economista, politologo e storico britannico (Cambridge, n. 1889 - Londra, † 1959)
- George William Edwards, economista statunitense (New York, n. 1891 - † 1954)
- George Edwards, economista, medico e scrittore britannico (n. 1752 - Londra, † 1823)
- George S. Odiorne, economista statunitense (Merrimac, n. 1920 - St. Petersburg, † 1992)
- George Reisman, economista statunitense (New York, n. 1937)
- George Stigler, economista statunitense (Seattle, n. 1911 - Chicago, † 1991)

## Editori(3)
- George Faulkner, editore irlandese (Dublino, n. 1699 - Dublino, † 1775)
- George Kiraz, editore, ingegnere e imprenditore statunitense (Betlemme, n. 1965)
- George Newnes, editore e imprenditore inglese (Matlock, n. 1851 - † 1910)

## Egittologi(2)
- George Gliddon, egittologo inglese (Devon, n. 1809 - Panama, † 1857)
- George Reisner, egittologo statunitense (Indianapolis, n. 1867 - Giza, † 1942)

## Entomologi(3)
- George Hampson, entomologo inglese (Marylebone, n. 1860 - Maidstone, † 1936)
- George Willis Kirkaldy, entomologo inglese (Londra, n. 1873 - San Francisco, † 1910)
- George Marx, entomologo e aracnologo statunitense (Laubach, n. 1838 - Washington, † 1895)

## Esploratori(7)
- George Buckley, esploratore neozelandese (n. 1866 - † 1937)
- George Elphinstone Dalrymple, esploratore, funzionario e politico australiano (Aberdeenshire, n. 1826 - St Leonards-on-Sea, † 1876)
- George Percy, esploratore inglese (n. 1580 - † 1632)
- George Simpson, esploratore scozzese (Ross, n. 1792 - Lachine, † 1860)
- George Vancouver, esploratore britannico (King's Lynn, n. 1757 - Richmond upon Thames, † 1798)
- George Weymouth, esploratore britannico (Cockington, n. 1585 - † 1612)
- George Hubert Wilkins, esploratore australiano (Mount Bryan East, n. 1888 - Flamingham, † 1958)

## Etologi(1)
- George Schaller, etologo e biologo statunitense (Berlino, n. 1933)

## Fantini(1)
- George Woolf, fantino canadese (Alberta, n. 1910 - California, † 1946)

## Filologi(1)
- George Adler, filologo classico e latinista statunitense (Lipsia, n. 1821 - New York, † 1868)

## Filosofi(11)
- George Berkeley, filosofo, teologo e vescovo anglicano irlandese (Contea di Kilkenny, n. 1685 - Oxford, † 1753)
- George Bălan, filosofo, musicologo e aforista rumeno (Turnu Măgurele, n. 1929 - Friburgo in Brisgovia, † 2022)
- George Campbell, filosofo e teologo britannico (Aberdeen, n. 1719 - Aberdeen, † 1796)
- George Dalgarno, filosofo, pedagogista e glottoteta scozzese († 1687)
- George Kateb, filosofo statunitense (n. 1931)
- George Herbert Mead, filosofo, sociologo e psicologo statunitense (South Hadley, n. 1863 - Chicago, † 1931)
- George Edward Moore, filosofo britannico (Londra, n. 1873 - Cambridge, † 1958)
- George Croom Robertson, filosofo scozzese (Aberdeen, n. 1842 - Londra, † 1892)
- George Santayana, filosofo, scrittore e poeta spagnolo (Madrid, n. 1863 - Roma, † 1952)
- Agostinho da Silva, filosofo, poeta e saggista portoghese (Porto, n. 1906 - Lisbona, † 1994)
- George Weigel, filosofo e scrittore statunitense (Baltimora, n. 1951)

## Fisici(10)
- George Carruthers, fisico e ingegnere statunitense (Cincinnati, n. 1939 - † 2020)
- George Francis FitzGerald, fisico irlandese (Dublino, n. 1851 - Dublino, † 1901)
- George Pake, fisico statunitense (Kent, n. 1924 - Tucson, † 2004)
- George Ellis, fisico sudafricano (n. 1939)
- George Elwood Smith, fisico statunitense (White Plains, n. 1930 - Barnegat, † 2025)
- George Johnstone Stoney, fisico irlandese (Oakley Park, n. 1826 - Londra, † 1911)
- George Paget Thomson, fisico britannico (Cambridge, n. 1892 - Cambridge, † 1975)
- George Eugene Uhlenbeck, fisico olandese (Batavia, n. 1900 - Boulder, † 1988)
- George Wetherill, fisico statunitense (n. 1925 - Washington, † 2006)
- George Zweig, fisico statunitense (Mosca, n. 1937)

## Fondisti(1)
- George Grey, ex fondista canadese (Londra, n. 1979)

## Fotografi(9)
- George Barris, fotografo statunitense (New York, n. 1922 - Thousand Oaks, † 2016)
- George C. Beresford, fotografo britannico (Dromahair, n. 1864 - Londra, † 1938)
- George C. Cox, fotografo statunitense (n. 1851 - † 1903)
- Harrison Marks, fotografo e regista britannico (Londra, n. 1926 - Londra, † 1997)
- George Hoyningen-Huene, fotografo russo (San Pietroburgo, n. 1900 - Los Angeles, † 1968)
- George Platt Lynes, fotografo statunitense (East Orange, n. 1907 - New York, † 1955)
- George Napolitano, fotografo statunitense
- Dewey Nicks, fotografo e regista statunitense (Saint Louis, n. 1961)
- George Osodi, fotografo nigeriano (Lagos, n. 1974)

## Fotoreporter(1)
- George Rodger, fotoreporter inglese (Hale, n. 1908 - Ashford, † 1995)

## Fumettisti(6)
- George Abe, fumettista giapponese (Tokyo, n. 1937 - † 2019)
- George Fett, fumettista statunitense (Cleveland, n. 1920 - † 1989)
- George Gately, fumettista statunitense (Queens, n. 1928 - Ridgewood, † 2001)
- George Herriman, fumettista statunitense (New Orleans, n. 1880 - Los Angeles, † 1944)
- George Olesen, fumettista statunitense (New York, n. 1924 - Palm City, † 2013)
- George Pérez, fumettista statunitense (New York, n. 1954 - Sanford, † 2022)

## Funzionari(2)
- William Des Vœux, funzionario britannico (Baden-Baden, n. 1834 - Brighton, † 1909)
- George Payne, funzionario e scrittore britannico (Londra, n. 1685 - Londra, † 1757)

## Generali(35)
- George Bingham, III conte di Lucan, generale e politico inglese (Londra, n. 1800 - Londra, † 1888)
- George Brown, generale inglese (Elgin, n. 1790 - † 1865)
- George William Casey Jr., generale statunitense (Sendai, n. 1948)
- George Cathcart, generale e diplomatico inglese (Renfrewshire, n. 1794 - Inkerman, † 1854)
- George Tomkyns Chesney, generale e scrittore britannico (Tiverton, n. 1830 - Bayswater, † 1895)
- Sidney Clive, generale inglese (n. 1874 - Ross-on-Wye, † 1959)
- George Bibb Crittenden, generale statunitense (Russellville, n. 1812 - Danville, † 1880)
- George Crook, generale statunitense (Taylorsville, n. 1828 - Chicago, † 1890)
- George Decker, generale statunitense (Catskill, n. 1902 - Washington, † 1980)
- George Erskine, generale britannico (Hascombe, n. 1899 - Rusper, † 1965)
- George Keppel, III conte di Albemarle, generale inglese (Londra, n. 1724 - † 1772)
- George FitzClarence, I conte di Munster, generale inglese (Londra, n. 1794 - Londra, † 1842)
- George Daniel Gerlach, generale danese (Egernførde, n. 1797 - Copenaghen, † 1865)
- George Gorringe, generale britannico (Kingston-by-Sea, n. 1868 - Kingston-by-Sea, † 1945)
- George F. Hopkinson, generale britannico (Retford, n. 1895 - Castellaneta, † 1943)
- George Johnson, generale britannico (Walton, n. 1903 - Walton, † 1980)
- George Kenney, generale statunitense (Yarmouth, n. 1889 - Bay Harbor Islands, † 1977)
- George De Lacy Evans, generale e politico inglese (Moig, n. 1787 - † 1870)
- George Marshall, generale e politico statunitense (Uniontown, n. 1880 - Washington, † 1959)
- George B. McClellan, generale e politico statunitense (Filadelfia, n. 1826 - Orange, † 1885)
- George G. Meade, generale statunitense (Cadice, n. 1815 - Filadelfia, † 1872)
- George Milne, I barone Milne, generale britannico (Aberdeen, n. 1868 - Londra, † 1948)
- George Murray, generale britannico (Perth, n. 1772 - Londra, † 1846)
- George Thomas Napier, generale britannico (Londra, n. 1784 - Ginevra, † 1855)
- George Olivier Wallis, generale austriaco (n. 1673 - Vienna, † 1744)
- George Marshall Parker, generale statunitense (Iowa, n. 1889 - † 1968)
- George Smith Patton, generale statunitense (San Gabriel, n. 1885 - Heidelberg, † 1945)
- George Paynter, generale inglese (Londra, n. 1880 - Grantham, † 1950)
- George Edward Pickett, generale statunitense (Richmond, n. 1825 - Norfolk, † 1875)
- George Rogers Clark, generale statunitense (Charlottesville, n. 1752 - Louisville, † 1818)
- George Miller Sternberg, generale, batteriologo e paleontologo statunitense (Hartwick, n. 1838 - Washington, † 1915)
- George Stoneman, generale e politico statunitense (Busti, n. 1822 - Buffalo, † 1894)
- George E. Stratemeyer, generale statunitense (Cincinnati, n. 1890 - Orange, † 1969)
- George H. Thomas, generale statunitense (Newsom's Depot, Contea di Southampton, n. 1816 - San Francisco, † 1870)
- George Wade, generale irlandese (Killavally, n. 1673 - Londra, † 1748)

## Genetisti(2)
- George R. Price, genetista statunitense (Stati Uniti d'America, n. 1922 - Londra, † 1975)
- George F. Sprague, genetista statunitense (Crete, n. 1902 - Eugene, † 1998)

## Geografi(2)
- George Everest, geografo e cartografo britannico (Crickhowell, n. 1790 - Greenwich, † 1866)
- George Vâlsan, geografo rumeno (Bucarest, n. 1885 - Eforie, † 1935)

## Geologi(3)
- George Barrow, geologo scozzese (n. 1853 - † 1932)
- George Julius Poulett Scrope, geologo, politico e economista inglese (Londra, n. 1797 - Cobham, † 1876)
- George Ernest Shelley, geologo e ornitologo britannico (n. 1840 - † 1910)

## Ginecologi(1)
- George Pinker, ginecologo britannico (Calcutta, n. 1924 - Cheltenham, † 2007)

## Ginnasti(10)
- George Aschenbrener, ginnasta e multiplista statunitense (Chicago, n. 1881 - Chicago, † 1952)
- George Eyser, ginnasta tedesco (Dänisch-Nienhof, n. 1870 - Denver, † 1919)
- George Falcke, ginnasta danese (Boston, n. 1891 - Copenaghen, † 1979)
- George Julius Gulack, ginnasta statunitense (Riga, n. 1905 - Boca Raton, † 1987)
- George Mastrovich, ginnasta e multiplista statunitense (Texas, n. 1886 - Los Angeles, † 1974)
- George Mayer, ginnasta e multiplista statunitense
- George Ross, ginnasta britannico (Londra, n. 1877 - Slough, † 1945)
- George Roth, ginnasta statunitense (Los Angeles, n. 1911 - Studio City, † 1997)
- George Schroeder, ginnasta e multiplista statunitense
- George Stapf, ginnasta e multiplista statunitense (n. 1875 - St. Louis, † 1957)

## Giocatori di baseball(13)
- Sparky Anderson, giocatore di baseball e allenatore di baseball statunitense (Bridgewater, n. 1934 - Thousand Oaks, † 2010)
- George Brett, ex giocatore di baseball statunitense (Glen Dale, n. 1953)
- George Browne, giocatore di baseball statunitense (Richmond, n. 1876 - Hyde Park, † 1920)
- George Crowe, giocatore di baseball e cestista statunitense (Whiteland, n. 1921 - Rancho Cordova, † 2011)
- George Davis, giocatore di baseball e allenatore di baseball statunitense (Cohoes, n. 1870 - Filadelfia, † 1940)
- Ken Griffey Sr., ex giocatore di baseball statunitense (Donora, n. 1950)
- Ken Griffey Jr., ex giocatore di baseball statunitense (Donora, n. 1969)
- George Kell, giocatore di baseball statunitense (Swifton, n. 1922 - Swifton, † 2009)
- George Kelly, giocatore di baseball statunitense (San Francisco, n. 1895 - Burlingame, † 1984)
- Babe Ruth, giocatore di baseball statunitense (Baltimora, n. 1895 - New York, † 1948)
- Tom Seaver, giocatore di baseball statunitense (Fresno, n. 1944 - Calistoga, † 2020)
- George Sisler, giocatore di baseball e allenatore di baseball statunitense (Manchester, n. 1893 - Richmond Heights, † 1973)
- George Springer, giocatore di baseball statunitense (New Britain, n. 1989)

## Giocatori di curling(1)
- George Karrys, ex giocatore di curling canadese (Toronto, n. 1967)

## Giocatori di football americano(32)
- George Adams, ex giocatore di football americano statunitense (Lexington, n. 1962)
- George Andrews, ex giocatore di football americano statunitense (Omaha, n. 1955)
- George Blanda, giocatore di football americano statunitense (Youngwood, n. 1927 - Alameda, † 2010)
- George Cafego, giocatore di football americano statunitense (Whipple, n. 1915 - Knoxville, † 1998)
- George Connor, giocatore di football americano statunitense (Chicago, n. 1925 - † 2003)
- George Cumby, ex giocatore di football americano statunitense (LaRue, n. 1956)
- Buddy Curry, ex giocatore di football americano statunitense (Greenville, n. 1958)
- Hunter Enis, ex giocatore di football americano statunitense (Fort Worth, n. 1936)
- George Fant, giocatore di football americano statunitense (Bowling Green, n. 1992)
- Bill Forester, giocatore di football americano statunitense (Dallas, n. 1932 - Dallas, † 2007)
- Leki Fotu, giocatore di football americano statunitense (Oakland, n. 1998)
- George Iloka, giocatore di football americano statunitense (Houston, n. 1990)
- George Johnson, giocatore di football americano statunitense (Glassboro, n. 1987)
- George Karlaftis, giocatore di football americano greco (Atene, n. 2001)
- George Kittle, giocatore di football americano statunitense (Madison, n. 1993)
- George Kunz, ex giocatore di football americano statunitense (Fort Sheridan, n. 1947)
- George McAfee, giocatore di football americano statunitense (Corbin, n. 1918 - † 2009)
- George Mira, giocatore di football americano statunitense (Key West, n. 1942)
- George Musso, giocatore di football americano statunitense (Collinsville, n. 1910 - Edwardsville, † 2000)
- George Odum, giocatore di football americano statunitense (Millington, n. 1993)
- George Pickens, giocatore di football americano statunitense (Hoover, n. 2001)
- George Rogers, ex giocatore di football americano statunitense (Duluth, n. 1958)
- George Sauer, giocatore di football americano statunitense (Sheboygan, n. 1943 - Westerville, † 2013)
- George Shaw, giocatore di football americano statunitense (Portland, n. 1933 - Portland, † 1998)
- Pat Summerall, giocatore di football americano e conduttore televisivo statunitense (Lake City, n. 1930 - Dallas, † 2013)
- George Svendsen, giocatore di football americano, cestista e allenatore di pallacanestro statunitense (Minneapolis, n. 1913 - Minneapolis, † 1995)
- George Taliaferro, giocatore di football americano statunitense (Gates, n. 1927 - Bloomington, † 2018)
- George Teague, ex giocatore di football americano statunitense (Oscoda, n. 1971)
- George Trafton, giocatore di football americano e pugile statunitense (Chicago, n. 1896 - † 1971)
- Ron Widby, giocatore di football americano e cestista statunitense (Knoxville, n. 1945 - † 2020)
- George Wilson, giocatore di football americano, allenatore di football americano e cestista statunitense (Chicago, n. 1914 - Detroit, † 1978)
- George Wright, ex giocatore di football americano statunitense (Houston, n. 1947)

## Giocatori di lacrosse(8)
- George Alexander, giocatore di lacrosse britannico (Eccles, n. 1886 - Wilmslow, † 1929)
- George Bretz, giocatore di lacrosse canadese (Blenheim, n. 1880 - Toronto, † 1956)
- George Buckland, giocatore di lacrosse britannico (Didsbury, n. 1883 - Timperley, † 1937)
- Doc Campbell, giocatore di lacrosse canadese (Orangeville, n. 1878 - Orangeville, † 1972)
- George Cattanach, giocatore di lacrosse canadese (Alexandria, n. 1878 - East Chicago, † 1954)
- George Cloutier, giocatore di lacrosse canadese (Pembroke, n. 1876 - Kenora, † 1946)
- George Passmore, giocatore di lacrosse statunitense (St. Louis, n. 1889 - Florissant, † 1952)
- George Rennie, giocatore di lacrosse canadese (Newcastle, n. 1883 - New Westminster, † 1966)

## Giornalisti(11)
- George Ade, giornalista, commediografo e regista statunitense (Kentland, n. 1866 - Brook, † 1944)
- George Allison, giornalista e allenatore di calcio inglese (Darlington, n. 1883 - Londra, † 1957)
- George Buist, giornalista e scienziato scozzese (n. 1805 - † 1860)
- George Crile III, giornalista e scrittore statunitense (Cleveland, n. 1945 - Manhattan, † 2006)
- George Dangerfield, giornalista e storico inglese (Newbury, n. 1904 - Santa Barbara, † 1986)
- George Monbiot, giornalista, saggista e ambientalista britannico (n. 1963)
- George Silk, giornalista e fotografo neozelandese (Levin, n. 1916 - Norwalk, † 2004)
- George Robert Sims, giornalista, poeta e commediografo inglese (Londra, n. 1847 - Londra, † 1922)
- George Stephanopoulos, giornalista statunitense (Fall River, n. 1961)
- George Thomson, giornalista e politico britannico (Stirling, n. 1921 - Londra, † 2008)
- George Will, giornalista statunitense (n. 1941)

## Giuristi(3)
- George Joseph Bell, giurista scozzese (Fountain Bridge, n. 1770 - † 1843)
- George Karra, giurista israeliano (Jaffa, n. 1952)
- George Nugent-Temple-Grenville, I marchese di Buckingham, giurista e politico britannico (Londra, n. 1753 - Stowe, † 1813)

## Golfisti(5)
- George Lyon, golfista canadese (Richmond Hill, n. 1858 - Toronto, † 1938)
- George Oliver, golfista statunitense (n. 1883 - Tampa, † 1965)
- George Powell, golfista statunitense (Baltimora, n. 1869 - Saint Louis, † 1927)
- George A. Thomas, golfista statunitense
- George Thorne, golfista britannico (Balmain, n. 1846 - Weston-super-Mare, † 1907)

## Grecisti(1)
- Gilbert Murray, grecista e traduttore australiano (Sydney, n. 1866 - Oxford, † 1957)

## Hockeisti su ghiaccio(6)
- George Abel, hockeista su ghiaccio canadese (Melville, n. 1916 - Melville, † 1996)
- Guy Clarkson, hockeista su ghiaccio britannico (Toronto, n. 1891 - Westminster, † 1974)
- George Galbraith, ex hockeista su ghiaccio e allenatore di hockey su ghiaccio canadese (Pembroke, n. 1955)
- George Garbutt, hockeista su ghiaccio canadese (Winnipeg, n. 1903 - Winnipeg, † 1967)
- George Hainsworth, hockeista su ghiaccio canadese (Toronto, n. 1895 - Gravenhurst, † 1950)
- George Halkidis, ex hockeista su ghiaccio canadese (Newmarket, n. 1982)

## Hockeisti su prato(2)
- George Marthins, hockeista su prato indiano (Chennai, n. 1905 - Ottawa, † 1989)
- George Sime, hockeista su prato britannico (Glasgow, n. 1915 - St Albans, † 1990)

## Illustratori(3)
- George Cruikshank, illustratore britannico (Londra, n. 1792 - Londra, † 1878)
- George du Maurier, illustratore e scrittore inglese (Parigi, n. 1834 - Londra, † 1896)
- George Petty, illustratore statunitense (Abbeville, n. 1894 - San Pedro, † 1975)

## Imprenditori(23)
- George H. Cohen, imprenditore e filantropo canadese (Madrid, n. 1955)
- Washington Duke, imprenditore e filantropo statunitense (Contea di Orange, n. 1820 - † 1905)
- George Dunton Widener, imprenditore statunitense (Filadelfia, n. 1861 - Oceano Atlantico, † 1912)
- George Eastman, imprenditore statunitense (Waterville, n. 1854 - Rochester, † 1932)
- George Farren, imprenditore britannico
- George Friedman, imprenditore e politologo ungherese (Budapest, n. 1949)
- George N. Gillett Jr., imprenditore statunitense (Racine, n. 1938)
- George Jay Gould, imprenditore statunitense (n. 1864 - † 1923)
- George Hearst, imprenditore e politico statunitense (Sullivan, n. 1820 - Washington, † 1891)
- George Hudson, imprenditore britannico (Howsham, n. 1800 - Londra, † 1871)
- George Mantello, imprenditore ungherese (Lekence, n. 1901 - † 1992)
- George Palmer, imprenditore, politico e filantropo inglese (Long Sutton, n. 1818 - Bucklebury, † 1897)
- George William Palmer, imprenditore e politico inglese (Reading, n. 1851 - Reading, † 1913)
- George Peabody, imprenditore, banchiere e filantropo statunitense (Peabody, n. 1795 - Londra, † 1869)
- George Pigot, I barone Pigot, imprenditore e politico britannico (Inghilterra, n. 1719 - Inghilterra, † 1777)
- George Ravenscroft, imprenditore britannico (n. 1632 - † 1683)
- George W. Romney, imprenditore e politico statunitense (Colonia Dublán, n. 1907 - Bloomfield Hills, † 1995)
- George Escol Sellers, imprenditore, ingegnere meccanico e inventore statunitense (Filadelfia, n. 1808 - Chattanooga, † 1899)
- George Soros, imprenditore ungherese (Budapest, n. 1930)
- George Herbert Strutt, imprenditore e filantropo britannico (Belper, n. 1854 - Ardgour, † 1928)
- George Francis Train, imprenditore statunitense (Boston, n. 1829 - New York, † 1904)
- George Ty, imprenditore cinese (Hong Kong, n. 1932 - Manila, † 2018)
- George Herbert Walker Jr., imprenditore statunitense (n. 1905 - † 1977)

## Incisori(2)
- George Baxter, incisore britannico (Lewes, n. 1804 - Londra, † 1867)
- George Vertue, incisore e antiquario inglese (Londra, n. 1684 - Londra, † 1756)

## Indologi(1)
- George Thibaut, indologo tedesco (n. 1848 - † 1914)

## Informatici(4)
- George Elmer Forsythe, informatico e matematico statunitense (State College, n. 1917 - Stanford, † 1972)
- George Hotz, informatico statunitense (Hackensack, n. 1989)
- George Morrow, informatico statunitense (Detroit, n. 1934 - San Mateo, † 2003)
- George Stibitz, informatico statunitense (York, n. 1904 - Hanover, † 1995)

## Ingegneri(11)
- George Abbey, ingegnere e aviatore statunitense (Seattle, n. 1932 - Houston, † 2024)
- George de Bothezat, ingegnere e matematico rumeno (Governatorato della Bessarabia, n. 1882 - Boston, † 1940)
- George Brayton, ingegnere statunitense (n. 1830 - † 1892)
- George Ferris, ingegnere statunitense (Galesburg, n. 1859 - Pittsburgh, † 1896)
- George Forbes, ingegnere scozzese (Edimburgo, n. 1849 - Londra, † 1936)
- George Heilmeier, ingegnere elettrotecnico statunitense (Filadelfia, n. 1936 - Plano, † 2014)
- George Rennie, ingegnere britannico (Londra, n. 1791 - Londra, † 1866)
- George Shenker, ingegnere polacco (n. 1919 - † 1971)
- George Sorocold, ingegnere inglese (Derby, n. 1668 - † 1738)
- George Stephenson, ingegnere britannico (Wylam, n. 1781 - Chesterfield, † 1848)
- George de Mestral, ingegnere svizzero (Nyon, n. 1907 - Commugny, † 1990)

## Insegnanti(4)
- George R. Knight, insegnante e scrittore statunitense (n. 1941)
- George Lansing Raymond, docente e scrittore statunitense (Chicago, n. 1839 - Washington D.C., † 1929)
- George Hazelwood Locket, insegnante e aracnologo britannico (Brantingham, n. 1900 - † 1991)
- George Holland Sabine, docente e politologo statunitense (Dayton, n. 1880 - Washington, † 1961)

## Inventori(9)
- George Adams senior, inventore inglese (n. 1709 - † 1772)
- George Adams junior, inventore britannico (n. 1750 - † 1795)
- George Herman Babcock, inventore e imprenditore statunitense (Unadilla Forks, n. 1832 - Plainfield, † 1893)
- George Bruce, inventore e imprenditore scozzese (Edimburgo, n. 1781 - New York, † 1866)
- George Devol, inventore e imprenditore statunitense (Louisville, n. 1912 - Wilton, † 2011)
- George May Phelps, inventore statunitense (Watervliet, n. 1820 - Brooklyn, † 1888)
- George Pullman, inventore e imprenditore statunitense (Brocton, n. 1831 - Chicago, † 1897)
- George Washington, inventore statunitense (Courtrai, n. 1871 - Mendham Township, † 1946)
- George Westinghouse, inventore e imprenditore statunitense (Central Bridge, n. 1846 - New York, † 1914)

## Latinisti(1)
- Rolfe Humphries, latinista, traduttore e insegnante statunitense (Filadelfia, n. 1894 - Redwood City, † 1969)

## Lessicografi(1)
- George William Lemon, lessicografo britannico (n. 1726 - † 1797)

## Librettisti(1)
- George Furth, librettista, drammaturgo e attore statunitense (Chicago, n. 1932 - Santa Monica, † 2008)

## Linguisti(4)
- George Lakoff, linguista statunitense (Bayonne, n. 1941)
- George M. McCune, linguista e insegnante statunitense (Pyongyang, n. 1908 - Berkeley, † 1948)
- George Albert Wells, linguista e saggista britannico (Londra, n. 1926 - † 2017)
- George Kingsley Zipf, linguista statunitense (Freeport, n. 1902 - Newton, † 1950)

## Lottatori(4)
- George Dole, lottatore statunitense (Ypsilanti, n. 1885 - Winthrop, † 1928)
- George Mehnert, lottatore statunitense (Newark, n. 1881 - Newark, † 1948)
- George Cornelius O'Kelly, lottatore irlandese (Dunmanway, n. 1886 - Kingston upon Hull, † 1947)
- George de Relwyskow, lottatore britannico (Kensington, n. 1887 - † 1943)

## Mafiosi(2)
- George DeCicco, mafioso statunitense (n. 1929 - New York, † 2014)
- George McLaughlin, mafioso statunitense (n. 1927)

## Magistrati(2)
- George Jeffreys, magistrato inglese (n. 1645 - † 1689)
- George Wythe, giudice e politico statunitense (Chesterville, n. 1726 - Richmond, † 1807)

## Marciatori(3)
- George Goulding, marciatore e maratoneta canadese (Kingston upon Hull, n. 1885 - Toronto, † 1966)
- George Larner, marciatore britannico (Langley, n. 1875 - Brighton, † 1949)
- George Parker, marciatore australiano (Leichhardt, n. 1897 - Sydney, † 1974)

## Matematici(18)
- George Johnston Allman, matematico irlandese (Dublino, n. 1824 - Dublino, † 1904)
- George Atwood, matematico, inventore e scacchista inglese (Westminster, n. 1745 - Westminster, † 1807)
- George Batchelor, matematico e fisico australiano (Melbourne, n. 1920 - Cambridge, † 2000)
- George David Birkhoff, matematico statunitense (Overisel, n. 1884 - Cambridge, † 1944)
- George Boole, matematico e logico inglese (Lincoln, n. 1815 - Ballintemple, † 1864)
- George S. Carr, matematico britannico (Teignmouth, n. 1837 - † 1914)
- George Dantzig, matematico e statistico statunitense (Portland, n. 1914 - Palo Alto, † 2005)
- George Green, matematico e fisico britannico (Nottingham, n. 1793 - Nottingham, † 1841)
- George Lusztig, matematico romeno (Timișoara, n. 1946)
- George Mackey, matematico statunitense (Saint Louis, n. 1916 - Belmont, † 2006)
- George Mostow, matematico statunitense (n. 1923 - † 2017)
- George Peacock, matematico britannico (Thornton Hall, n. 1791 - Pall Mall, † 1858)
- George Pirie, matematico britannico (n. 1843 - † 1904)
- George Salmon, matematico e teologo irlandese (Cork, n. 1819 - Londra, † 1904)
- George W. Snedecor, matematico e statistico statunitense (Memphis, n. 1881 - Amherst, † 1974)
- George Stokes, matematico e fisico irlandese (Skreen, n. 1819 - Cambridge, † 1903)
- George Frederick James Temple, matematico britannico (Londra, n. 1901 - Isola di Wight, † 1992)
- George Neville Watson, matematico inglese (Westward Ho!, n. 1886 - Leamington Spa, † 1965)

## Medici(11)
- George Armstrong, medico britannico (Londra)
- George Budd, medico britannico (North Tawton, n. 1808 - Barnstaple, † 1882)
- George Cheyne, medico e saggista scozzese (n. 1671 - † 1743)
- George Cunningham, medico, odontoiatra e esperantista britannico (Edimburgo, n. 1852 - Londra, † 1919)
- George Herbert Hitchings, medico statunitense (Hoquiam, n. 1905 - Chapel Hill, † 1998)
- George Hill Hodel, medico statunitense (Los Angeles, n. 1907 - San Francisco, † 1999)
- George Huntington, medico statunitense (Long Island, n. 1850 - East Hampton, † 1916)
- George Richards Minot, medico statunitense (Boston, n. 1885 - † 1950)
- George Nick Nichopoulos, medico statunitense (Pittsburgh, n. 1927 - Memphis, † 2016)
- George Charles Wallich, medico e biologo britannico (n. 1815 - Londra, † 1899)
- George Hoyt Whipple, medico e biochimico statunitense (Ashland, n. 1878 - Rochester, † 1976)

## Mercanti d'arte(1)
- George Demotte, mercante d'arte belga (n. 1877 - † 1923)

## Meteorologi(1)
- George Simpson, meteorologo e esploratore britannico (Derby, n. 1878 - † 1965)

## Mezzofondisti(8)
- George Bonhag, mezzofondista, marciatore e siepista statunitense (Boston, n. 1882 - Bronx, † 1960)
- George Hutson, mezzofondista britannico (Lewes, n. 1889 - Venizel, † 1914)
- Derek Ibbotson, mezzofondista britannico (Huddersfield, n. 1932 - Wakefield, † 2017)
- George Marshall, mezzofondista, velocista e tennista britannico (Patrasso, n. 1876)
- George Mills, mezzofondista britannico (n. 1999)
- George Underwood, mezzofondista statunitense (Manchester, n. 1884 - Boston, † 1943)
- George Webber, mezzofondista britannico (n. 1895 - Luton, † 1950)
- George Young, mezzofondista, siepista e maratoneta statunitense (Roswell, n. 1937 - Casa Grande, † 2022)

## Micologi(1)
- George Lorenzo Zundel, micologo statunitense (Brigham City, n. 1885 - Logan, † 1950)

## Militari(41)
- George Abbott, militare e esploratore britannico (n. 1880 - † 1923)
- George Whelan Anderson Jr., militare e diplomatico statunitense (New York, n. 1906 - McLean, † 1992)
- George Bellew, ufficiale irlandese (Dublino, n. 1899 - Surrey, † 1993)
- George Bent, militare nativo americano (Contea di Otero, n. 1843 - Washita, † 1918)
- George Beurling, militare canadese (Verdun, n. 1921 - Roma, † 1948)
- George Bingham, V conte di Lucan, ufficiale e politico irlandese (Marylebone, n. 1860 - † 1949)
- George Broadfoot, militare scozzese (Kirkwall, n. 1807 - Ferozeshah, † 1845)
- George Brudenell-Bruce, VI marchese di Ailesbury, ufficiale inglese (n. 1873 - † 1961)
- George Carteret, militare britannico († 1680)
- George Chatterton, militare britannico (Pangbourne, n. 1911 - Midhurst, † 1987)
- Brock Chisholm, militare e medico canadese (Oakville, n. 1896 - Victoria, † 1971)
- George Cholmondeley, II conte di Cholmondeley, ufficiale inglese (n. 1666 - Londra, † 1733)
- George Clinton, militare e politico statunitense (New Windsor, n. 1739 - Washington, † 1812)
- George Pomeroy Colley, militare britannico (Rathangan, n. 1835 - Majuba Hill, † 1881)
- George Washington Cullum, militare statunitense (New York, n. 1809 - New York, † 1892)
- George Armstrong Custer, militare statunitense (New Rumley, n. 1839 - Little Bighorn, † 1876)
- George Downing, militare e diplomatico inglese (Dublino, n. 1623 - Cambridgeshire, † 1684)
- George Leslie Drewry, militare britannico (Manor Park, n. 1894 - Scapa Flow, † 1918)
- George FitzGeorge, ufficiale inglese (Londra, n. 1843 - Lucerna, † 1907)
- George Gawler, militare e politico inglese (n. 1795 - † 1869)
- George Ernest Goodman, militare e aviatore britannico (Haifa, n. 1920 - Kambut, † 1941)
- George Grey, I baronetto di Fallodon, militare britannico (Howick, n. 1767 - Portsmouth Dockyard, † 1828)
- George Hamilton, I baronetto di Donalong, militare scozzese (n. 1607 - † 1679)
- George Hinckley, militare britannico (Liverpool, n. 1819 - Plymouth, † 1904)
- George Howard, XI conte di Carlisle, militare inglese (Londra, n. 1895 - Londra, † 1963)
- George S. James, militare statunitense (Contea di Laurens, n. 1829 - Battaglia di South Mountain, † 1862)
- George Keith, X conte maresciallo, ufficiale e diplomatico scozzese (Castello di Inverugie, n. 1693 - Potsdam, † 1778)
- George Lennox, militare inglese (n. 1737 - † 1805)
- George Macdonogh, militare britannico (Sunderland, n. 1865 - Teddington, † 1942)
- George Herbert McCaffrey, militare e criminale di guerra statunitense (n. 1890 - † 1954)
- George Stephen Morrison, militare statunitense (Rome, n. 1919 - Coronado, † 2008)
- George Mulock, militare, cartografo e esploratore britannico (Fleetwood, n. 1882 - Gibilterra, † 1963)
- George Munro, militare britannico (Clonfín, n. 1700 - Albany, † 1757)
- George Nathan, militare irlandese (Irlanda, n. 1895 - Guadarrama, † 1937)
- George Pollock, I baronetto, ufficiale britannico (Londra, n. 1786 - Walmer, † 1872)
- George Preddy, militare e aviatore statunitense (Greensboro, n. 1919 - Langerwehe, † 1944)
- George Samson, militare britannico (Carnoustie, n. 1889 - SS Strombous, † 1923)
- George Goodman Simpson, militare e aviatore britannico (Saint Kilda, n. 1896 - Horsham, † 1990)
- George Mansfield Smith-Cumming, militare britannico (Lee, n. 1859 - Londra, † 1923)
- George Townshend, I marchese Townshend, ufficiale inglese (n. 1724 - † 1807)
- George Stuart White, militare britannico (Portstewart, n. 1835 - Londra, † 1912)

## Missionari(3)
- George Percy Badger, missionario britannico (Chelmsford, n. 1815 - Londra, † 1888)
- George Pritchard, missionario e diplomatico britannico (Birmingham, n. 1796 - Hove, † 1883)
- George Selwyn, missionario e vescovo anglicano britannico (Hampstead, n. 1809 - Lichfield, † 1878)

## Montatori(7)
- George Amy, montatore, regista e produttore cinematografico statunitense (New York, n. 1903 - Los Angeles, † 1986)
- George Bowers, montatore e regista statunitense (New York, n. 1944 - Los Angeles, † 2012)
- George Crone, montatore e regista statunitense (San Francisco, n. 1894 - Ventura, † 1966)
- George Folsey Jr., montatore e produttore cinematografico statunitense (Los Angeles, n. 1939 - Los Angeles, † 2024)
- George Hively, montatore e sceneggiatore statunitense (Springfield, n. 1889 - Los Angeles, † 1950)
- George Nicholls Jr., montatore e regista statunitense (San Francisco, n. 1897 - Los Angeles, † 1939)
- George Tomasini, montatore statunitense (Springfield, n. 1909 - Hanford, † 1964)

## Musicisti(6)
- Derek Bell, musicista britannico (Belfast, n. 1935 - Phoenix, † 2002)
- George Brunies, musicista e trombonista statunitense (New Orleans, n. 1902 - Chicago, † 1974)
- George Dyson, musicista e compositore inglese (Halifax, n. 1883 - Winchester, † 1964)
- Nightmares on Wax, musicista, compositore e disc jockey britannico (Leeds, n. 1970)
- Ted Heath, musicista britannico (Londra, n. 1902 - Virginia Water, † 1969)
- Papa Jack Laine, musicista e batterista statunitense (New Orleans, n. 1873 - Metairie, † 1966)

## Musicologi(1)
- George Grove, musicologo inglese (Londra, n. 1820 - † 1900)

## Naturalisti(6)
- George Adamson, naturalista inglese (Dholpur, n. 1906 - Kenya, † 1989)
- George Prideaux Robert Harris, naturalista australiano (n. 1775 - † 1810)
- George Frederick Leycester Marshall, naturalista britannico (n. 1843 - † 1934)
- George Montagu, naturalista, ornitologo e militare britannico (Lacock, n. 1753 - Kingsbridge, † 1815)
- George Perry, naturalista inglese (n. 1771)
- George Robert Waterhouse, naturalista inglese (n. 1810 - † 1888)

## Navigatori(4)
- George Washington De Long, navigatore e esploratore statunitense (New York, n. 1844 - Siberia, † 1881)
- George Nares, navigatore britannico (Llansenseld, n. 1831 - Kingston upon Thames, † 1915)
- George Pollard, marinaio statunitense (Nantucket, n. 1791 - Nantucket, † 1870)
- George Powell, navigatore e esploratore inglese (n. 1794 - † 1824)

## Numismatici(2)
- George MacDonald, numismatico e archeologo britannico (Elgin, n. 1862 - Edimburgo, † 1940)
- George Francis Taylor, numismatico, storico e archeologo britannico († 2011)

## Nuotatori(10)
- George Bovell, ex nuotatore trinidadiano (Port of Spain, n. 1983)
- George Breen, nuotatore statunitense (Buffalo, n. 1935 - † 2019)
- George DiCarlo, ex nuotatore statunitense (St. Petersburg, n. 1963)
- George Dockrell, nuotatore britannico (n. 1886 - † 1924)
- George Fissler, nuotatore statunitense (New York, n. 1906 - Martin, † 1975)
- George Harrison, nuotatore statunitense (Berkeley, n. 1939 - † 2011)
- George Hodgson, nuotatore canadese (Montréal, n. 1893 - Montréal, † 1983)
- George Kojac, nuotatore statunitense (New York, n. 1910 - Parsippany, † 1996)
- Herbert Taylor, nuotatore e pallanuotista statunitense (Chicago, n. 1892 - Chicago, † 1965)
- George Vernot, nuotatore canadese (Montréal, n. 1901 - Montréal, † 1962)

## Opinionisti(1)
- George Papadopoulos, opinionista statunitense (Chicago, n. 1987)

## Orafi(1)
- George Heriot, orafo e filantropo scozzese (n. 1563 - † 1624)

## Orientalisti(1)
- George Makdisi, orientalista e storico statunitense (Detroit, n. 1920 - Media, † 2002)

## Ornitologi(6)
- George Latimer Bates, ornitologo, botanico e naturalista statunitense (Abingdon, n. 1863 - Chelmsford, † 1940)
- George Edwards, ornitologo britannico (Stratford, n. 1694 - Plaistow, † 1773)
- George Robert Gray, ornitologo inglese (Londra, n. 1808 - † 1872)
- George Ord, ornitologo statunitense (Filadelfia, n. 1781 - Filadelfia, † 1866)
- George Sangster, ornitologo olandese (L'Aia, n. 1970)
- George Burritt Sennett, ornitologo statunitense (Sinclairville, n. 1840 - Youngstown, † 1900)

## Orologiai(1)
- George Graham, orologiaio e inventore inglese (Hethersgill, n. 1673 - Londra, † 1751)

## Ostacolisti(4)
- George Gray, ostacolista britannico (n. 1887 - † 1970)
- George Poage, ostacolista e velocista statunitense (Hannibal, n. 1880 - Chicago, † 1962)
- George Saling, ostacolista statunitense (Memphis, n. 1909 - Saint Charles, † 1933)
- George Varnell, ostacolista statunitense (Chicago, n. 1882 - Seattle, † 1967)

## Paleontologi(1)
- George Gaylord Simpson, paleontologo statunitense (Chicago, n. 1902 - Tucson, † 1984)

## Pallanuotisti(7)
- Peter Campbell, pallanuotista statunitense (Salt Lake City, n. 1960 - Lake Arrowhead, † 2023)
- George Cornet, pallanuotista britannico (Inverness, n. 1877 - Liverpool, † 1952)
- George Mitchell, pallanuotista statunitense (San Francisco, n. 1901 - Alameda, † 1988)
- George Nevinson, pallanuotista britannico (Wigan, n. 1882 - Lancaster, † 1963)
- George Schroth, pallanuotista statunitense (Sacramento, n. 1899 - Los Molinos, † 1989)
- George Van Cleaf, pallanuotista e nuotatore statunitense (New York, n. 1879 - Brooklyn, † 1905)
- George Wilkinson, pallanuotista e nuotatore britannico (Gorton, n. 1879 - Hyde, † 1946)

## Pallavolisti(1)
- George Huhmann, ex pallavolista statunitense (Saint Louis, n. 1997)

## Pastori protestanti(1)
- George W. Knight, pastore protestante, teologo e biblista statunitense (Sanford, n. 1931 - Lake Wylie, † 2021)

## Pedagogisti(2)
- George Joseph Ryan, pedagogo e educatore statunitense (New York, n. 1872 - New York, † 1949)
- George Williams, pedagogo britannico (Dulverton, n. 1821 - Londra, † 1905)

## Pentatleti(3)
- George Horvath, pentatleta svedese (Danderyd, n. 1960 - Växjö, † 2022)
- George Lambert, pentatleta statunitense (Hampton, n. 1928 - River Falls, † 2012)
- George Moore, pentatleta statunitense (St. Louis, n. 1918 - † 2014)

## Percussionisti(1)
- George Aghedo, percussionista e cantante nigeriano (Lagos, n. 1940 - Milano, † 1996)

## Pesisti(1)
- George Woods, pesista statunitense (Portageville, n. 1943 - Edwardsville, † 2022)

## Pianisti(7)
- George Frederick Boyle, pianista, compositore e docente australiano (Sydney, n. 1886 - Filadelfia, † 1948)
- George Cables, pianista e compositore statunitense (New York, n. 1944)
- George Duke, pianista, tastierista e compositore statunitense (San Rafael, n. 1946 - Los Angeles, † 2013)
- George Feyer, pianista ungherese (Budapest, n. 1908 - New York, † 2001)
- George Russell, pianista, compositore e teorico della musica statunitense (Cincinnati, n. 1923 - Boston, † 2009)
- George Shearing, pianista e compositore britannico (Londra, n. 1919 - New York, † 2011)
- George Winston, pianista statunitense (Hart, n. 1949 - Williamsport, † 2023)

## Piloti automobilistici(10)
- George Abecassis, pilota automobilistico britannico (Chertsey, n. 1913 - Ibstone, † 1991)
- George Amick, pilota automobilistico statunitense (Vernonia, n. 1924 - Daytona Beach, † 1959)
- George Raphaël Béthenod, pilota automobilistico francese (Buenos Aires, n. 1910 - Neuilly-sur-Marne, † 1994)
- George Eaton, ex pilota automobilistico canadese (Toronto, n. 1945)
- Pat Flaherty, pilota automobilistico statunitense (Glendale, n. 1926 - Oxnard, † 2002)
- George Follmer, pilota automobilistico statunitense (Phoenix, n. 1934)
- George Fonder, pilota automobilistico statunitense (Elmhurst, n. 1917 - Hatfield, † 1958)
- Dario Franchitti, ex pilota automobilistico britannico (Bathgate, n. 1973)
- George Russell, pilota automobilistico britannico (King's Lynn, n. 1998)
- Johnny Servoz-Gavin, pilota automobilistico francese (Grenoble, n. 1942 - Grenoble, † 2006)

## Pirati(3)
- George Booth, pirata britannico (XVII - Zanzibar, † 1701)
- George Cusack, pirata irlandese (Irlanda - Gran Bretagna, † 1675)
- George Dew, pirata inglese (Inghilterra, n. 1666 - Saint George, † 1703)

## Pistard(5)
- George Estman, pistard sudafricano (n. 1922 - † 2006)
- George Jackson, pistard e ciclista su strada neozelandese (Wellington, n. 2000)
- George Newberry, pistard britannico (Swadlincote, n. 1917 - Burton upon Trent, † 1978)
- Albert White, pistard britannico (Brigg, n. 1890 - Scunthorpe, † 1965)
- George Wiley, pistard statunitense (Little Falls, n. 1881 - Little Falls, † 1954)

## Poeti(9)
- George Bacovia, poeta romeno (Bacău, n. 1881 - Bucarest, † 1957)
- George Elliott Clarke, poeta canadese (Windsor, n. 1960)
- George Crabbe, poeta inglese (Aldeburgh, n. 1754 - Trowbridge, † 1832)
- George Dillon, poeta e traduttore statunitense (Jacksonville, n. 1906 - † 1968)
- George Gascoigne, poeta britannico (Cardington, n. 1535 - Barnack, † 1577)
- George Herbert, poeta e oratore inglese (Montgomery, n. 1593 - Bemerton, † 1633)
- George Cabot Lodge, poeta statunitense (Boston, n. 1873 - Tuckernuck Island, † 1909)
- George MacBeth, poeta e romanziere scozzese (Shotts, n. 1932 - Tuam, † 1992)
- George Oppen, poeta statunitense (New Rochelle, n. 1908 - California, † 1984)

## Predicatori(2)
- George Fox, predicatore inglese (Fenny Drayton, n. 1624 - Londra, † 1691)
- George Whitefield, predicatore inglese (Gloucester, n. 1714 - Newburyport, † 1770)

## Presbiteri(3)
- George Augustin, presbitero e teologo indiano (Palai, n. 1955)
- George Dillon, presbitero, teologo e saggista irlandese (Dublino, n. 1836 - Roma, † 1893)
- George Talbot, IX conte di Shrewsbury, presbitero inglese (n. 1566 - † 1630)

## Principi(3)
- George Ali Murad Khan Talpur, principe indiano (Brighton, n. 1933)
- George Jivaji Rao Scindia di Gwalior, principe e politico indiano (Gwalior, n. 1916 - Mumbai, † 1961)
- George di Galles, principe britannico (Londra, n. 2013)

## Procuratori sportivi(1)
- Eddie Pope, procuratore sportivo e ex calciatore statunitense (Greensboro, n. 1973)

## Produttori cinematografici(4)
- George Kleine, produttore cinematografico statunitense (New York, n. 1864 - Los Angeles, † 1931)
- George E. Middleton, produttore cinematografico e regista statunitense (San Francisco, n. 1882 - San Rafael, † 1969)
- George Schaefer, produttore cinematografico statunitense (Brooklyn, n. 1888 - † 1981)
- George K. Spoor, produttore cinematografico statunitense (Highland Park, n. 1872 - Chicago, † 1953)

## Produttori discografici(3)
- George Avakian, produttore discografico armeno (Armavir, n. 1919 - New York, † 2017)
- George Martin, produttore discografico, compositore e arrangiatore britannico (Londra, n. 1926 - Londra, † 2016)
- George Young, produttore discografico e bassista scozzese (Glasgow, n. 1946 - Sydney, † 2017)

## Produttori teatrali(2)
- George Cram Cook, produttore teatrale, regista teatrale e scrittore statunitense (Davenport, n. 1873 - Delfi, † 1924)
- George White, produttore teatrale statunitense (New York, n. 1892 - Hollywood, † 1968)

## Produttori televisivi(1)
- George Stevens Jr., produttore televisivo, sceneggiatore e regista statunitense (Los Angeles, n. 1932)

## Psichiatri(1)
- George Libman Engel, psichiatra statunitense (New York, n. 1913 - Rochester, † 1999)

## Psicologi(4)
- George Kelly, psicologo statunitense (Perth, n. 1905 - Waltham, † 1967)
- Elton Mayo, psicologo e sociologo australiano (Adelaide, n. 1880 - Great Bookham, † 1949)
- George Armitage Miller, psicologo statunitense (Charleston, n. 1920 - Plainsboro, † 2012)
- George Weinberg, psicologo statunitense (New York, n. 1929 - New York, † 2017)

## Pugili(11)
- George Dixon, pugile canadese (Africville, n. 1870 - † 1908)
- George Finnegan, pugile statunitense (California, n. 1881 - San Francisco, † 1913)
- George Foreman, pugile statunitense (Marshall, n. 1949 - Houston, † 2025)
- George Groves, pugile britannico (Londra, n. 1988)
- George Hunter, pugile sudafricano (Brakpan, n. 1927 - † 2004)
- George Kambosos Jr., pugile australiano (Sydney, n. 1993)
- Kid Lavigne, pugile statunitense (Chicago, n. 1869 - † 1928)
- George McKenzie, pugile britannico (Leith, n. 1901 - Leith, † 1941)
- George Olteanu, ex pugile rumeno (Ștefănești, n. 1974)
- George Turpin, ex pugile britannico (Liverpool, n. 1952)
- George Chuvalo, ex pugile e attore canadese (Toronto, n. 1937)

## Rapper(3)
- Slaine, rapper e attore statunitense (Boston, n. 1977)
- EST Gee, rapper statunitense (Louisville, n. 1994)
- George Watsky, rapper, poeta e scrittore statunitense (San Francisco, n. 1986)

## Registi(44)
- George Archainbaud, regista francese (Parigi, n. 1890 - Beverly Hills, † 1959)
- George D. Baker, regista e sceneggiatore statunitense (Champaign, n. 1868 - Los Angeles, † 1933)
- George Pan Cosmatos, regista greco (Firenze, n. 1941 - Victoria, † 2005)
- George Cukor, regista statunitense (New York, n. 1899 - Los Angeles, † 1983)
- George Englund, regista, sceneggiatore e produttore televisivo statunitense (Washington, n. 1926 - Los Angeles, † 2017)
- George Fitzmaurice, regista e produttore cinematografico statunitense (Parigi, n. 1885 - Los Angeles, † 1940)
- George Gordon, regista, animatore e sceneggiatore statunitense (n. 1906 - Apple Valley, † 1986)
- George Hickenlooper, regista, sceneggiatore e produttore cinematografico statunitense (Saint Louis, n. 1963 - Denver, † 2010)
- George Roy Hill, regista statunitense (Minneapolis, n. 1921 - New York, † 2002)
- George W. Hill, regista e direttore della fotografia statunitense (Douglass, n. 1895 - Venice, † 1934)
- George Kaczender, regista canadese (Budapest, n. 1933 - Century City, † 2016)
- George W. Lederer, regista, produttore cinematografico e attore statunitense (Wilkes-Barre, n. 1862 - Jackson Heights, † 1938)
- George Lucas, regista, sceneggiatore e produttore cinematografico statunitense (Modesto, n. 1944)
- Don Mancini, regista e sceneggiatore statunitense (n. 1963)
- George Marshall, regista, sceneggiatore e attore statunitense (Chicago, n. 1891 - Los Angeles, † 1975)
- George Melford, regista e attore statunitense (Rochester, n. 1877 - Hollywood, † 1961)
- George Mendeluk, regista e sceneggiatore canadese (Augusta, n. 1948)
- George Mihalka, regista canadese (Ungheria, n. 1953)
- George Miller, regista, sceneggiatore e produttore cinematografico australiano (Brisbane, n. 1945)
- George Trumbull Miller, regista britannico (Edimburgo, n. 1943 - Melbourne, † 2023)
- George Pal, regista, produttore cinematografico e animatore ungherese (Cegléd, n. 1908 - Los Angeles, † 1980)
- George Pearson, regista inglese (Londra, n. 1875 - Malvern, † 1973)
- George Foster Platt, regista statunitense (Petersburg, n. 1866 - Monrovia, † 1928)
- George Pollock, regista inglese (Leicester, n. 1907 - Thanet, † 1979)
- George Ratliff, regista, produttore cinematografico e scenografo statunitense (n. 1968)
- George Ridgwell, regista, sceneggiatore e attore britannico (Woolwich, n. 1867 - Londra, † 1935)
- George A. Romero, regista e sceneggiatore statunitense (New York, n. 1940 - Toronto, † 2017)
- G.B. Samuelson, regista, sceneggiatore e produttore cinematografico inglese (Southport, n. 1889 - Great Barr, † 1947)
- George L. Sargent, regista statunitense (Filadelfia, n. 1863 - New Haven, † 1944)
- George Schaefer, regista statunitense (Wallingford, n. 1920 - Los Angeles, † 1997)
- George Seaton, regista, sceneggiatore e produttore cinematografico statunitense (South Bend, n. 1911 - Beverly Hills, † 1979)
- George B. Seitz, regista, attore e sceneggiatore statunitense (Boston, n. 1888 - Hollywood, † 1944)
- George Sherman, regista statunitense (New York, n. 1908 - Los Angeles, † 1991)
- George Sidney, regista e produttore cinematografico statunitense (New York, n. 1916 - Las Vegas, † 2002)
- George Sluizer, regista olandese (Parigi, n. 1932 - Amsterdam, † 2014)
- George Albert Smith, regista, fotografo e inventore britannico (Londra, n. 1864 - Brighton, † 1959)
- George Stevens, regista, sceneggiatore e produttore cinematografico statunitense (Oakland, n. 1904 - Lancaster, † 1975)
- George Cashel Stoney, regista statunitense (Winston-Salem, n. 1916 - New York, † 2012)
- George Terwilliger, regista e sceneggiatore statunitense (New York, n. 1882 - Hialeah, † 1970)
- George Tiffin, regista e direttore della fotografia britannico (Londra, n. 1963)
- George Tillman Jr., regista, sceneggiatore e produttore cinematografico statunitense (Milwaukee, n. 1969)
- George Loane Tucker, regista, attore e sceneggiatore statunitense (Chicago, n. 1872 - Los Angeles, † 1921)
- George Waggner, regista, sceneggiatore e produttore cinematografico statunitense (New York, n. 1894 - Hollywood, † 1984)
- George C. Wolfe, regista, drammaturgo e librettista statunitense (Frankfort, n. 1954)

## Religiosi(2)
- George Wheler, religioso, viaggiatore e scrittore inglese (Breda, n. 1651 - Durham, † 1724)
- George Wishart, religioso scozzese (Pitarrow, n. 1513 - Saint Andrews, † 1546)

## Rugbisti a 13(1)
- George Graham, ex rugbista a 13, ex rugbista a 15 e allenatore di rugby britannico (Stirling, n. 1966)

## Rugbisti a 15(15)
- George Fabio Biagi, ex rugbista a 15 italiano (Irvine, n. 1985)
- George Bridge, rugbista a 15 neozelandese (Gisborne, n. 1995)
- George Carter, rugbista a 15 neozelandese (Auckland, n. 1854 - Auckland, † 1922)
- George Chuter, rugbista a 15 inglese (Greenwich, n. 1976)
- George Ford, rugbista a 15 britannico (Oldham, n. 1993)
- George Gregan, ex rugbista a 15 e imprenditore australiano (Lusaka, n. 1973)
- George Helmore, rugbista a 15 e crickettista neozelandese (Christchurch, n. 1862 - Maidenhead, † 1922)
- George Horne, rugbista a 15 britannico (Dundee, n. 1995)
- George Kruis, ex rugbista a 15 britannico (Guildford, n. 1990)
- George Moala, rugbista a 15 neozelandese (Auckland, n. 1990)
- Jorrie Muller, ex rugbista a 15 e allenatore di rugby a 15 sudafricano (Fochville, n. 1981)
- George North, rugbista a 15 britannico (King's Lynn, n. 1992)
- George Smith, ex rugbista a 15 australiano (Sydney, n. 1980)
- Nico Wegner, ex rugbista a 15 sudafricano (Nelspruit, n. 1968)
- Doddie Weir, rugbista a 15 e dirigente d'azienda britannico (Edimburgo, n. 1970 - Edimburgo, † 2022)

## Sassofonisti(6)
- George Adams, sassofonista statunitense (Covington, n. 1940 - New York, † 1992)
- George Braith, sassofonista statunitense (New York, n. 1939)
- George Cartwright, sassofonista e compositore statunitense (Midnight, n. 1950)
- George Coleman, sassofonista statunitense (Memphis, n. 1935)
- Gigi Gryce, sassofonista, compositore e arrangiatore statunitense (Pensacola, n. 1925 - Pensacola, † 1983)
- Buddy Tate, sassofonista e clarinettista statunitense (Sherman, n. 1913 - Chandler, † 2001)

## Scacchisti(7)
- George Nelson Cheney, scacchista e compositore di scacchi statunitense (Syracuse, n. 1837 - Manassas, † 1861)
- George Gossip, scacchista statunitense (New York, n. 1841 - Liphook, † 1907)
- George Koltanowski, scacchista belga (Anversa, n. 1903 - San Francisco, † 2000)
- George MacDonnell, scacchista irlandese (Dublino, n. 1830 - Londra, † 1899)
- George Henry Mackenzie, scacchista scozzese (North Kessock, n. 1837 - New York, † 1891)
- George Alan Thomas, scacchista, giocatore di badminton e tennista britannico (Tarabya, n. 1881 - Londra, † 1972)
- George Walker, scacchista britannico (Londra, n. 1803 - Londra, † 1879)

## Sceneggiatori(12)
- George Axelrod, sceneggiatore, regista e drammaturgo statunitense (New York, n. 1922 - Los Angeles, † 2003)
- George Dewhurst, sceneggiatore, regista e attore inglese (Preston, n. 1889 - Londra, † 1968)
- George Gallo, sceneggiatore, pittore e regista statunitense (Port Chester, n. 1956)
- Vince Gilligan, sceneggiatore, produttore televisivo e regista statunitense (Richmond, n. 1967)
- George Gipe, sceneggiatore e scrittore statunitense (Baltimora, n. 1933 - Glendale, † 1986)
- George Jeske, sceneggiatore, regista e attore statunitense (Salt Lake City, n. 1891 - Los Angeles, † 1951)
- Chip Johannessen, sceneggiatore e produttore televisivo statunitense (Detroit, n. 1955)
- George Marion Jr., sceneggiatore statunitense (Boston, n. 1899 - New York, † 1968)
- George Nolfi, sceneggiatore, regista e produttore cinematografico statunitense (Boston, n. 1968)
- George Oppenheimer, sceneggiatore, commediografo e giornalista statunitense (New York, n. 1900 - † 1977)
- George H. Plympton, sceneggiatore statunitense (New York, n. 1889 - Bakersfield, † 1972)
- George Wells, sceneggiatore e produttore cinematografico statunitense (New York, n. 1909 - Newport Beach, † 2000)

## Scenografi(4)
- George W. Davis, scenografo statunitense (Kokomo, n. 1914 - Los Angeles, † 1998)
- George James Hopkins, scenografo e costumista statunitense (Pasadena, n. 1886 - Los Angeles, † 1985)
- George Milo, scenografo statunitense (New York, n. 1909 - Los Angeles, † 1984)
- George R. Nelson, scenografo statunitense (n. 1927 - Los Angeles, † 1992)

## Schermidori(5)
- George Calnan, schermidore statunitense (South Boston, n. 1900 - Barnegat, † 1933)
- George Masin, ex schermidore statunitense (New York, n. 1947)
- Steve Mormando, ex schermidore statunitense (Toms River, n. 1955)
- George van Rossem, schermidore olandese (L'Aia, n. 1882 - Wassenaar, † 1955)
- George Worth, schermidore statunitense (Budapest, n. 1915 - Orangeburg, † 2006)

## Sciatori alpini(2)
- Scott Henderson, ex sciatore alpino e allenatore di sci alpino canadese (Calgary, n. 1943)
- George Steffey, sciatore alpino statunitense (n. 1997)

## Scrittori(49)
- Anthony Armstrong, scrittore canadese (Esquimalt, n. 1897 - Midhurst, † 1976)
- George Saintsbury, scrittore, storico e critico letterario inglese (Southampton, n. 1845 - Bath, † 1933)
- George Borrow, scrittore inglese (Dereham, n. 1803 - Oulton Broad, † 1881)
- George Douglas Brown, romanziere e giornalista scozzese (Ayrshire Orientale, n. 1869 - Londra, † 1902)
- George Cavendish, scrittore britannico (Suffolk, n. 1497 - † 1562)
- George Harmon Coxe, scrittore statunitense (Olean, n. 1901 - Old Lyme, † 1984)
- George Coșbuc, scrittore romeno (Coșbuc, n. 1866 - Bucarest, † 1918)
- George Davis, scrittore inglese (Londra, n. 1906 - Berlino, † 1957)
- George Dawes Green, scrittore statunitense (Idaho, n. 1954)
- Norman Douglas, scrittore britannico (Thüringen, n. 1868 - Capri, † 1952)
- George Gilder, scrittore e filosofo statunitense (New York, n. 1939)
- George Gissing, scrittore inglese (Wakefield, n. 1857 - Ispoure, † 1903)
- George Grigore, scrittore, traduttore e filologo romeno (Grindu, n. 1958)
- George Alfred Henty, scrittore britannico (Cambridge, n. 1832 - Weymouth Harbour, † 1902)
- George V. Higgins, scrittore e giornalista statunitense (Brockton, n. 1939 - Milton, † 1999)
- George Cecil Ives, scrittore britannico (n. 1867 - † 1950)
- George Clayton Johnson, scrittore e sceneggiatore statunitense (Cheyenne, n. 1929 - Los Angeles, † 2015)
- George Jonas, scrittore e giornalista ungherese (Budapest, n. 1935 - Toronto, † 2016)
- George Wilkins Kendall, scrittore e giornalista statunitense (Mont Vernon, n. 1809 - Boerne, † 1867)
- George Henry Lewes, scrittore e critico letterario britannico (Londra, n. 1817 - Londra, † 1878)
- George Lichtheim, scrittore tedesco (Germania, n. 1912 - † 1973)
- George Lillo, scrittore e drammaturgo inglese (Moorfields, n. 1691 - Rotherhithe, † 1739)
- George MacDonald Fraser, scrittore britannico (Carlisle, n. 1925 - Isola di Man, † 2008)
- George MacDonald, scrittore e poeta scozzese (Huntly, n. 1824 - Ashtead, † 1905)
- George Mackay Brown, scrittore e poeta scozzese (Stromness, n. 1921 - † 1996)
- George R. R. Martin, scrittore, sceneggiatore e produttore televisivo statunitense (Bayonne, n. 1948)
- George Meredith, scrittore inglese (Portsmouth, n. 1828 - Box Hill, † 1909)
- George Mikes, scrittore ungherese (Siklós, n. 1912 - Londra, † 1987)
- George Milburn, scrittore, giornalista e sceneggiatore statunitense (Coweta, n. 1906 - New York, † 1966)
- George Moore, scrittore, poeta e drammaturgo irlandese (n. 1852 - † 1933)
- Oliver Onions, scrittore britannico (Bradford, n. 1873 - Aberystwyth, † 1961)
- George Pattullo, scrittore e sceneggiatore canadese (Woodstock, n. 1879 - New York, † 1967)
- George Pelecanos, scrittore statunitense (Washington, n. 1957)
- George Pettie, scrittore inglese (Tetsworth, n. 1548 - Plymouth, † 1589)
- George Puttenham, scrittore inglese (Sherfield on Loddon, n. 1529 - Londra, † 1590)
- George William Russell, scrittore e pittore irlandese (Lurgan, n. 1867 - Bournemouth, † 1935)
- George Saiko, scrittore austriaco (Seestadtl, n. 1892 - Rekawinkel, † 1962)
- George Saunders, scrittore e saggista statunitense (Amarillo, n. 1958)
- George Scarborough, scrittore e commediografo statunitense (Mount Carmel, n. 1875 - Mount Kisco, † 1951)
- George Bernard Shaw, scrittore, drammaturgo e linguista irlandese (Dublino, n. 1856 - Ayot St Lawrence, † 1950)
- George C. Shedd, scrittore statunitense (Ashland, n. 1877 - † 1937)
- George Edward Stanley, scrittore statunitense (Memphis, n. 1942 - † 2011)
- George Storrs, scrittore e insegnante statunitense (Lebanon, n. 1796 - Filadelfia, † 1879)
- George Slythe Street, scrittore e giornalista inglese (Wimbledon, n. 1867 - Londra, † 1936)
- George Tabori, scrittore ungherese (Budapest, n. 1914 - Berlino, † 2007)
- George Topîrceanu, scrittore e poeta rumeno (Bucarest, n. 1886 - Iași, † 1937)
- George Turner, scrittore e critico letterario australiano (Melbourne, n. 1916 - Ballarat, † 1997)
- George Washington Parke Custis, scrittore statunitense (Mount Airy, n. 1781 - Arlington, † 1857)
- George Weller, scrittore, drammaturgo e giornalista statunitense (Boston, n. 1907 - San Felice Circeo, † 2002)

## Scrittori di fantascienza(1)
- George Alec Effinger, autore di fantascienza statunitense (Cleveland, n. 1947 - New Orleans, † 2002)

## Scrittrici(2)
- George Eliot, scrittrice britannica (Arbury, n. 1819 - Londra, † 1880)
- George Sand, scrittrice e drammaturga francese (Parigi, n. 1804 - Nohant-Vic, † 1876)

## Scultori(4)
- George Blackall Simonds, scultore, docente e imprenditore inglese (Reading, n. 1843 - Bradfield, † 1929)
- George Frampton, scultore britannico (Londra, n. 1860 - † 1928)
- George Heermann, scultore, intagliatore e architetto tedesco (Weigmannsdorf - Dresda)
- George Segal, scultore statunitense (New York, n. 1924 - New Brunswick, † 2000)

## Siepisti(1)
- George Orton, siepista e ostacolista canadese (Strathroy, n. 1873 - Laconia, † 1958)

## Sindacalisti(1)
- George Swasey, sindacalista statunitense

## Slittinisti(1)
- George Farmer, ex slittinista statunitense (Tacoma, n. 1938)

## Sociologi(1)
- George Homans, sociologo statunitense (Boston, n. 1910 - Cambridge, † 1989)

## Sollevatori(1)
- George Kobaladze, sollevatore canadese (Tskhinvali, n. 1976)

## Sovrani(3)
- George Tupou I, re tongano (Kahoua, n. 1797 - Nukuʻalofa, † 1893)
- George Tupou II, sovrano tongano (Neiafu, n. 1874 - Nukuʻalofa, † 1918)
- George Tupou V, re tongano (Nukuʻalofa, n. 1948 - Hong Kong, † 2012)

## Statistici(4)
- George Edward Pelham Box, statistico britannico (Gravesend, n. 1919 - Madison, † 2013)
- George Casella, statistico statunitense (The Bronx, n. 1951 - Gainesville, † 2012)
- George Gallup, statistico statunitense (Jefferson, n. 1901 - Sigriswil, † 1984)
- George Udny Yule, statistico britannico (Haddington, n. 1871 - Cambridge, † 1951)

## Stilisti(1)
- Ken Scott, stilista statunitense (Fort Wayne, n. 1918 - Eza, † 1991)

## Storici(14)
- George Antonius, storico libanese (Deyr el-Qamar, n. 1891 - Gerusalemme, † 1942)
- George Bancroft, storico e politico statunitense (Worcester, n. 1800 - Washington, † 1891)
- George Cawkwell, storico neozelandese (Auckland, n. 1919 - Oxford, † 2019)
- George Coedès, storico e archeologo francese (Parigi, n. 1886 - Parigi, † 1969)
- Robert Conquest, storico inglese (Malvern, n. 1917 - Palo Alto, † 2015)
- George Finlay, storico scozzese (Faversham, n. 1799 - Atene, † 1875)
- George Grote, storico inglese (n. 1794 - Londra, † 1871)
- George E. Mendenhall, storico e biblista statunitense (Muscatine, n. 1916 - Ann Arbor, † 2016)
- George Foot Moore, storico e teologo statunitense (West Chester, n. 1851 - Cambridge, † 1931)
- George Mosse, storico tedesco (Berlino, n. 1918 - Madison, † 1999)
- George Ramsay Cook, storico e docente canadese (n. 1931 - † 2016)
- Hugh Seton-Watson, storico, slavista e agente segreto britannico (Londra, n. 1916 - Washington, † 1984)
- George Macaulay Trevelyan, storico e scrittore britannico (Stratford-upon-Avon, n. 1876 - Cambridge, † 1962)
- George Otto Trevelyan, storico e politico inglese (Rothley Temple, n. 1838 - Wallington, † 1928)

## Storici dell'arte(1)
- George Kubler, storico dell'arte statunitense (Hollywood, n. 1912 - † 1996)

## Tastieristi(2)
- George Gruntz, tastierista e compositore svizzero (Basilea, n. 1932 - Allschwil, † 2013)
- Bernie Worrell, tastierista e compositore statunitense (Long Branch, n. 1944 - Everson, † 2016)

## Tennisti(13)
- George Bastl, ex tennista svizzero (Ollon, n. 1975)
- George Butterworth, tennista e rugbista a 15 britannico (Gloucestershire, n. 1858 - Dorking, † 1941)
- George Caridia, tennista britannico (Calcutta, n. 1869 - Londra, † 1937)
- George Hardie, ex tennista statunitense (Long Beach, n. 1953)
- George Hillyard, tennista britannico (n. 1864 - Pulborough, † 1943)
- Pat Hughes, tennista britannico (Sutton Coldfield, n. 1902 - Sutton Coldfield, † 1997)
- George Lott, tennista statunitense (Springfield, n. 1906 - Chicago, † 1991)
- George Lyttleton Rogers, tennista irlandese (Athy, n. 1906 - † 1962)
- Leif Shiras, ex tennista statunitense (Norwalk, n. 1959)
- George Simond, tennista britannico (Marylebone, n. 1867 - Monte Carlo, † 1941)
- George Stadel, tennista statunitense (St. Louis, n. 1881 - Stamford, † 1952)
- George Stuart Robertson, tennista, discobolo e martellista britannico (Londra, n. 1872 - Londra, † 1967)
- George Worthington, tennista e allenatore di tennis australiano (Sydney, n. 1928 - Londra, † 1964)

## Tenori(2)
- George Shirley, tenore statunitense (Indianapolis, n. 1934)
- Steve Woodbury, tenore statunitense

## Teologi(5)
- George Bull, teologo e vescovo anglicano inglese (Wells, n. 1634 - Brecknockshire, † 1710)
- George Gillespie, teologo scozzese (Kirkcaldy, n. 1613 - † 1648)
- George Frederick Nott, teologo e letterato inglese (n. 1768 - † 1841)
- George Daniel Schenkel, teologo svizzero (Dägerlen, n. 1813 - Heidelberg, † 1885)
- George Tyrrell, teologo irlandese (Dublino, n. 1861 - Storrington, † 1909)

## Teosofi(1)
- George Arundale, teosofo inglese (Surrey, n. 1878 - Adyar, † 1945)

## Tiratori a segno(1)
- George Barnes, tiratore a segno britannico (n. 1849 - Londra, † 1934)

## Tiratori a volo(2)
- George Beattie, tiratore a volo canadese (Montréal, n. 1877 - Hamilton, † 1953)
- George Genereux, tiratore a volo canadese (Saskatoon, n. 1935 - Saskatoon, † 1989)

## Tiratori di fune(3)
- George Canning, tiratore di fune britannico (Bermondsey, n. 1889 - Rochford, † 1955)
- George Smith, tiratore di fune britannico (Kirkdale, n. 1876 - Liverpool, † 1915)
- Thomas Swindlehurst, tiratore di fune britannico (n. 1874 - † 1959)

## Tuffatori(3)
- George Cane, tuffatore britannico (Londra, n. 1881 - Southend-on-Sea, † 1968)
- George Gaidzik, tuffatore statunitense (Chicago, n. 1885 - Lago Michigan, † 1938)
- George Sheldon, tuffatore statunitense (n. 1874 - St. Louis, † 1907)

## Umanisti(1)
- George Buchanan, umanista, poeta e storico scozzese (Killearn, n. 1506 - Edimburgo, † 1582)

## Velocisti(10)
- George Baird, velocista statunitense (Grand Island, n. 1907 - Rhinebeck, † 2004)
- George Davidson, velocista neozelandese (Auckland, n. 1898 - Waikato, † 1948)
- George Hill, velocista statunitense (Lansford, n. 1901 - Mannington, † 1992)
- Larry James, velocista e ostacolista statunitense (Mount Pleasant, n. 1947 - Galloway, † 2008)
- George Kerr, velocista e mezzofondista giamaicano (Maryland, n. 1937 - Kingston, † 2012)
- George Nicol, velocista britannico (Battersea, n. 1886 - † 1967)
- George Renwick, velocista britannico (Londra, n. 1901 - Chichester, † 1984)
- George Rhoden, velocista e mezzofondista giamaicano (Kingston, n. 1926 - † 2024)
- George Schiller, velocista statunitense (Los Angeles, n. 1900 - Los Angeles, † 1946)
- George Simpson, velocista statunitense (Columbus, n. 1908 - Columbus, † 1961)

## Vescovi anglicani(2)
- George Bell, vescovo anglicano britannico (Hayling Island, n. 1883 - Canterbury, † 1958)
- George Murray, vescovo anglicano britannico (n. 1761 - Cavendish Square, † 1803)

## Vescovi cattolici(6)
- George Bugeja, vescovo cattolico maltese (Xagħra, n. 1962)
- George Kołodziej, vescovo cattolico polacco (Dobra, n. 1968)
- George Vance Murry, vescovo cattolico statunitense (Camden, n. 1948 - New York, † 2020)
- George Musey, vescovo cattolico statunitense (Galveston, n. 1928 - Fort Worth, † 1992)
- George Patrick Ziemann, vescovo cattolico statunitense (Pasadena, n. 1941 - St. David, † 2009)
- George Cosmas Zumaire Lungu, vescovo cattolico zambiano (Zumaire, n. 1960)

## Viaggiatori(1)
- George Sandys, viaggiatore britannico (Bishopthorpe, n. 1577 - † 1644)

## Wrestler(6)
- Gorgeous George, wrestler statunitense (Butte, n. 1915 - Los Angeles, † 1963)
- Killer Karl Krupp, wrestler olandese (Hamilton, n. 1934 - Moncton, † 1995)
- Mr. Wrestling, wrestler statunitense (Utica, n. 1934 - Charlotte, † 2002)
- One Man Gang, ex wrestler statunitense (Spartanburg, n. 1960)
- Great Togo, wrestler statunitense (Hood River, n. 1911 - Los Angeles, † 1973)
- Tyrus, ex wrestler statunitense (Pasadena, n. 1973)

## Zoologi(5)
- George Albert Boulenger, zoologo e botanico britannico (Bruxelles, n. 1858 - Saint-Malo, † 1937)
- George Edward Dobson, zoologo irlandese (contea di Longford, n. 1848 - West Malling, † 1895)
- George Brown Goode, zoologo statunitense (New Albany, n. 1851 - Washington, † 1896)
- George Brettingham Sowerby III, zoologo, editore e illustratore britannico (n. 1843 - † 1921)
- George Henry Hamilton Tate, zoologo e botanico statunitense (Londra, n. 1894 - † 1953)

## Senza attività specificata(7)
- George Adamski, ufologo polacco (Bromberg, n. 1891 - Maryland, † 1965)
- George Auriol, grafico, pittore e compositore francese (Beauvais, n. 1863 - Parigi, † 1938)
- Kitch Christie, allenatore di rugby a 15 e rugbista a 15 sudafricano (Johannesburg, n. 1940 - Pretoria, † 1998)
- George Donner, statunitense (Salem - † 1847)
- George Gibbs, effettista britannico (Londra, n. 1937 - † 2020)
- George Psalmanazar († 1763)
- George Stinney, statunitense (Alcolu, n. 1929 - Columbia, † 1944)